# Liste der Kulturdenkmale in Böhlitz-Ehrenberg
Die Liste der Kulturdenkmale in Böhlitz-Ehrenberg enthält die Kulturdenkmale des Leipziger Ortsteils Böhlitz-Ehrenberg, die in der Denkmalliste vom Landesamt für Denkmalpflege Sachsen mit Stand 2017 erfasst wurden.

## Legende
- Bild: Bild des Kulturdenkmals, ggf. zusätzlich mit einem Link zu weiteren Fotos des Kulturdenkmals im Medienarchiv Wikimedia Commons. Wenn man auf das Kamerasymbol klickt, können Fotos zu Kulturdenkmalen aus dieser Liste hochgeladen werden:
- Bezeichnung: Denkmalgeschützte Objekte und ggf. Bauwerksname des Kulturdenkmals
- Lage: Straßenname und Hausnummer oder Flurstücknummer des Kulturdenkmals. Die Grundsortierung der Liste erfolgt nach dieser Adresse. Der Link (Karte) führt zu verschiedenen Kartendiensten mit der Position des Kulturdenkmals. Fehlt dieser Link, wurden die Koordinaten noch nicht eingetragen. Sind diese bekannt, können sie über ein Tool mit einer Kartenansicht einfach nachgetragen werden. In dieser Kartenansicht sind Kulturdenkmale ohne Koordinaten mit einem roten bzw. orangen Marker dargestellt und können durch Verschieben auf die richtige Position in der Karte mit Koordinaten versehen werden. Kulturdenkmale ohne Bild sind an einem blauen bzw. roten Marker erkennbar.
- Datierung: Baubeginn, Fertigstellung, Datum der Erstnennung oder grobe zeitliche Einordnung entsprechend des Eintrags in der sächsischen Denkmaldatenbank
- Beschreibung: Kurzcharakteristik des Kulturdenkmals entsprechend des Eintrags in der sächsischen Denkmaldatenbank, ggf. ergänzt durch die dort nur selten veröffentlichten Erfassungstexte oder zusätzliche Informationen
- ID: Vom Landesamt für Denkmalpflege Sachsen vergebene, das Kulturdenkmal eindeutig identifizierende Objekt-Nummer. Der Link führt zum PDF-Denkmaldokument des Landesamtes für Denkmalpflege Sachsen. Bei ehemaligen Kulturdenkmalen können die Objektnummern unbekannt sein und deshalb fehlen bzw. die Links von aus der Datenbank entfernten Objektnummern ins Leere führen. Ein ggf. vorhandenes Icon  führt zu den Angaben des Kulturdenkmals bei Wikidata.

## Liste der Kulturdenkmale in Böhlitz-Ehrenberg
| Bild                                    | Bezeichnung | Lage                                  | Datierung | Beschreibung | ID       |
| --------------------------------------- | --- | ------------------------------------- | --- | --- | -------- |
| Direkt Bild zu diesem Denkmal hochladen | Villa (Nr. 10) mit Villengarten und Remisengebäude (Nr. 12, Wäschemangel im rückwärtigen Bereich des Remisengebäudes) | Auenstraße 10; 12 (Karte)             | um 1890 (Villa) | Villa mit Putzfassade, sehr repräsentativer Bau mit barockisierenden Fensterbekrönungen und Portaleinfassung, baugeschichtlich und gartenkünstlerisch von Bedeutung | 09258707 |
|                                         | Villa mit Villengarten, Einfriedung und Toreinfahrt | Auenstraße 14 (Karte)                 | um 1860 (Villa) | Putzfassade, architektonisch interessantes Gebäude von ortsgeschichtlicher Bedeutung, Toreinfahrt des ehemaligen Johannisspitals, baugeschichtlicher und gartenkünstlerischer Wert | 09258923 |
| Direkt Bild zu diesem Denkmal hochladen | Wohnhaus in offener Bebauung mit Garagenanbau und Garten sowie Terrasse | Auenstraße 19 (Karte)                 | 1933 (Wohnhaus) | Putzfassade im traditionalistischen Stil, Bestandteil der Böhlitz-Ehrenberger Heimbau-Siedlung, baugeschichtlich von Bedeutung | 09299656 |
| Direkt Bild zu diesem Denkmal hochladen | Villa mit Vorgarten | Auenstraße 20 (Karte)                 | um 1900 (Villa) | alte Ortslage Ehrenberg, Putzbau mit Gliederungen in Ziegel, Giebel mit Freigespärre, baugeschichtlich von Bedeutung | 09299227 |
| Direkt Bild zu diesem Denkmal hochladen | Villa mit Garten, Einfriedung und Pavillon im Garten | Auenstraße 22 (Karte)                 | um 1900 (Villa) | alte Ortslage Ehrenberg, Klinkerfassade, Krüppelwalmdach mit Freigespärre, baugeschichtlich von Bedeutung | 09299228 |
| Direkt Bild zu diesem Denkmal hochladen | Mietvilla, mit Nebengebäude und Garten | Auenstraße 28 (Karte)                 | um 1890 (Mietvilla) | alte Ortslage Ehrenberg, Klinkerfassade und Mansarddach, repräsentative historistische Villa mit aufwändiger Fassadengestaltung, baugeschichtlich von Bedeutung | 09258705 |
| Direkt Bild zu diesem Denkmal hochladen | Ehemaliges Forsthaus (Nr. 29d) mit Anbau (Nr. 29a-c) und Nebengebäude | Auenstraße 29a; 29b; 29c; 29d (Karte) | bezeichnet 1787 (Forsthaus) | alte Ortslage Ehrenberg, gut erhaltene Hofanlage, Seltenheitswert, überregionale Bedeutung als ehemalige Königlich-Sächsische Oberförsterei mit Gebäudeteilen des späten 18. Jahrhunderts, Anbau mit Putzreliefs bezeichnet 1923, ehemals auch Fachwerk-Scheune von 1787, ortshistorisch und baugeschichtlich von Bedeutung | 09258706 |
| Direkt Bild zu diesem Denkmal hochladen | Wohnhaus einer Bauernhofes | Auenstraße 30 (Karte)                 | 2. Hälfte 19. Jh. (Wohnhaus) | alte Ortslage Ehrenberg, Putzfassade, Krüppelwalmdach, unveränderter Bestandteil der Ortskernbebauung des 19. Jahrhunderts, baugeschichtlich von Bedeutung | 09258704 |
| Direkt Bild zu diesem Denkmal hochladen | Wohnhaus und Seitengebäude sowie Toreinfahrt eines ehemaligen Dreiseithofes | Auenstraße 57 (Karte)                 | Ende 19. Jh. (Wohnhaus) | alte Ortslage Böhlitz, Putzfassade, Krüppelwalmdach, Bestandteil der ursprünglichen Ortsbebauung des ausgehenden 19. Jahrhunderts, baugeschichtlich von Bedeutung | 09258697 |
| Direkt Bild zu diesem Denkmal hochladen | Gasthaus in offener Bebauung in Ecklage | Auenstraße 63 (Karte)                 | 18. Jh., im Kern älter (Gasthaus) | alte Ortslage Böhlitz, eines der ältesten erhaltenen Gebäude des ursprünglichen Ortskernes, ortsgeschichtlich und für die Bauforschung von Interesse, baugeschichtlich von Bedeutung | 09258696 |
| Direkt Bild zu diesem Denkmal hochladen | Villa mit Garten und Einfriedung | Barnecker Straße 1 (Karte)            | 1928–1929 (Fabrikantenvilla), 1929 (Einfriedung)                                                                                                   | Putzfassade, sehr repräsentatives Gebäude mit turmartigem Anbau neben dem Portal, baugeschichtlich von Bedeutung Frau Fabrikbesitzer Mathilde Karoline verw. Schilling geb. Pflaume (für Martin Schilling) unterzeichnete wenige Tage vor den Weihnachtstagen 1928 den Bauantrag für eine großzügige Villa, die nach Plänen des Architekten O. Born und des Dr.-Ing. W. Born im Jahr 1929 unter deren gemeinsamer Bauleitung errichtet wurde. In den 1950er Jahren war der Einbau einer Kinderkrippe im Haus vorgesehen, 2006/2007 kam im Rahmen der Sanierung eine Dachloggia zum Einbau nach Planung der Architektin Marion Lehmann. Das verputzte Gebäude im Art-Déco-Stil mit repräsentativer Zugangstreppe und Loggia, ins Eck gestelltem Treppenhausturm, Garage an der Hinterfront und Wintergartenanbau im Erdgeschoss. Dort unter anderem auch Salon und Speisezimmer, unterm Dach neben Mädchenkammer, Fremdenzimmer auch ein Kinderspielzimmer und eine Kofferkammer. Erhalten geblieben sind schmiedeeiserne Fenstergitter und wieder angebracht die für das Erscheinungsbild eines Hauses aus den späten 1920er Jahren zumeist unabkömmlichen Fensterklappläden. Auf dem von recht weitläufigen Grundstück kommt dem Gebäude mitsamt der Gartenanlage eine baugeschichtliche Bedeutung zu. LfD/2012, 2016 | 09258862 |
| Direkt Bild zu diesem Denkmal hochladen | Villa mit Garten und Toranlage | Barnecker Straße 2 (Karte)            | 1886 (Villa) | Putz-Klinker-Fassade, Eingangsbereich mit überdachtem Vorbau aus Säulen, Balustrade und Kupferdach aufwendig gestaltet, als Werk des Architekten Max Bösenberg von besonderer architekturgeschichtlicher Relevanz, städtebaulich ist das Eckgrundstück einschließlich des denkmalgeschützten Gartens ebenfalls von Bedeutung, bau- und ortsgeschichtlich sowie gartenkünstlerisch von Bedeutung Einer der bekanntesten Leipziger Architekten – Max Bösenberg – reichte im April 1886 Pläne zur Prüfung ein für den Bau einer Villa inmitten der „Villen-Colonie Böhlitz-Ehrenberg“. Franz Schlobach ist als Bauherr namhaft, für einen Anbau 1898 Gustav Gebauer und weitere kleine Umbauten nebst Anbau zweier Veranden 1900 Fräulein Margarete Janke (Architekten Georg Weidenbach und Richard Tschammer verantwortlich). 1995 beabsichtigte Werner von Printz aus Schwarzburg anstelle der in einen Garten eingebetteten Villa ein Wohn- und Geschäftshauszu errichten. Der zurückhaltend wirkende Villenbau auf dem Grundstück in Ecklage Leipziger Straße mit klinkergegliederter Putzfassade über hohem Zyklopmauerwerksockel, einem Säulenvorbau und recht hohem, ziegelgedecktem Dach, die gediegene Ausstattung sowie die Einfriedung sind in Teilen erhalten. Überkommen ist auch der in seinen Strukturen noch erkennbare Villengarten. Als Werk des Architekten Max Bösenberg von besonderer architekturgeschichtlicher Relevanz, ortsbaugeschichtlich von Wert, städtebaulich ist das Eckgrundstück einschließlich des denkmalgeschützten Gartens ebenfalls von Bedeutung. LfD/2012 | 09258863 |
| Direkt Bild zu diesem Denkmal hochladen | Villa mit Einfriedung | Barnecker Straße 3 (Karte)            | 1928–1930 (Fabrikantenvilla), 1929–1930 (Einfriedung)                                                                                              | Putzfassade, stattliche Villa mit interessanten expressionistischen Details, baugeschichtlich von Bedeutung | 09258861 |
| Direkt Bild zu diesem Denkmal hochladen | Wohnhaus in offener Bebauung, mit Einfriedung und Hausgarten | Barnecker Straße 5 (Karte)            | 1930–1931 (Wohnhaus) | Putzfassade, baugeschichtlich von Wertigkeit in der Villen-Kolonie von Böhlitz-Ehrenberg als Dokument der Bautätigkeit in den 1930er Jahren, Garten mit alten Kantensteinen und Wegeplatten, gartenkünstlerisch und auch ortsgeschichtlich von Bedeutung | 09258864 |
| Direkt Bild zu diesem Denkmal hochladen | Wohnhaus in offener Bebauung, mit Vorgarten und Einfriedung | Barnecker Straße 18 (Karte)           | 1937–1938 (Wohnhaus) | Putzfassade, Baugruppe mit Nummer 20 und 22, ortsentwicklungs- und baugeschichtlich von Bedeutung Die Gebäudegruppe entstand in der damaligen Martin-Mutschmann-Straße 1936–1938 nach Entwürfen des ortsansässigen Architekten Rudolf Baraniak. Als Bauherren für die Fünffamilienhäuser sind Fritz Walther (Nummer 18) und Horst Tratz (20/22) namhaft. Maurermeister Franz Joska übernahm mit seinem Baugeschäft die Ausführung des Waltherschen Hauses (Nummer 18, 1937–1938), bereits 1936–1937 entstanden die Nrn. 20/22 durch die Firma des Baumeisters Arthur Weißbach. Alle Einfriedungen fertigte die Werkstatt des Zimmermeisters Franz Eißler. Die schlichten, gut proportionierten Putzbauten erhielten einheitlich nicht glasierte schwarze Lübschützer Tonsteine als Dacheindeckung. Vier gleich große Wohnungen waren in den beiden unteren Geschossen untergebracht, eine kleinere Wohnung war im Dachbereich eingerichtet, im Keller jeweils eine Garage. Erhaltungs- und Sanierungsarbeiten insbesondere 1995–2006. LfD/2007 | 08966352 |
| Direkt Bild zu diesem Denkmal hochladen | Wohnhaus in offener Bebauung, mit Vorgarten und Einfriedung | Barnecker Straße 20 (Karte)           | 1936–1937 (Wohnhaus) | Putzfassade, Baugruppe mit Nummer 18 und 22, ortsentwicklungs- und baugeschichtlich von Bedeutung Die Gebäudegruppe entstand in der damaligen Martin-Mutschmann-Straße 1936–1938 nach Entwürfen des ortsansässigen Architekten Rudolf Baraniak. Als Bauherren für die Fünffamilienhäuser sind Fritz Walther (Nummer 18) und Horst Tratz (20/22) namhaft. Maurermeister Franz Joska übernahm mit seinem Baugeschäft die Ausführung des Waltherschen Hauses (Nummer 18, 1937–1938), bereits 1936–1937 entstanden die Nrn. 20/22 durch die Firma des Baumeisters Arthur Weißbach. Alle Einfriedungen fertigte die Werkstatt des Zimmermeisters Franz Eißler. Die schlichten, gut proportionierten Putzbauten erhielten einheitlich nicht glasierte schwarze Lübschützer Tonsteine als Dacheindeckung. Vier gleich große Wohnungen waren in den beiden unteren Geschossen untergebracht, eine kleinere Wohnung war im Dachbereich eingerichtet, im Keller jeweils eine Garage. Erhaltungs- und Sanierungsarbeiten insbesondere 1995–2006. LfD/2007 | 09300927 |
| Direkt Bild zu diesem Denkmal hochladen | Wohnhaus in offener Bebauung, mit Vorgarten und Einfriedung | Barnecker Straße 22 (Karte)           | 1936–1937 (Wohnhaus) | Putzfassade, Baugruppe mit Nummer 18 und 20, ortsentwicklungsgeschichtliche und baugeschichtliche Bedeutung Die Gebäudegruppe entstand in der damaligen Martin-Mutschmann-Straße 1936–1938 nach Entwürfen des ortsansässigen Architekten Rudolf Baraniak. Als Bauherren für die Fünffamilienhäuser sind Fritz Walther (Nummer 18) und Horst Tratz (20/22) namhaft. Maurermeister Franz Joska übernahm mit seinem Baugeschäft die Ausführung des Waltherschen Hauses (Nummer 18, 1937–1938), bereits 1936–1937 entstanden die Nrn. 20/22 durch die Firma des Baumeisters Arthur Weißbach. Alle Einfriedungen fertigte die Werkstatt des Zimmermeisters Franz Eißler. Die schlichten, gut proportionierten Putzbauten erhielten einheitlich nicht glasierte schwarze Lübschützer Tonsteine als Dacheindeckung. Vier gleich große Wohnungen waren in den beiden unteren Geschossen untergebracht, eine kleinere Wohnung war im Dachbereich eingerichtet, im Keller jeweils eine Garage. Erhaltungs- und Sanierungsarbeiten insbesondere 1995–2006. LfD/2007 | 09300928 |
|                                         | Wasserturm | Bielastraße (Karte)                   | bezeichnet 1912 (Wasserturm) | markanter gelber Ziegelbau mit Hängebodenbehälter, baugeschichtlich und technikgeschichtlich von Bedeutung, ortsbildprägend Neben dem Wasserwerk in der Dölziger Straße 100 auf Gundorfer Flur entstand in den Jahren 1911/1912 auch ein Wasserturm in der Nachbarschaft des Gemeindehauses. Für den Hochbehälter zeichnete sich die Firma Franke & Berghold Radebeul, Leipzig, Görlitz verantwortlich. Einen Alternativentwurf des Landesvereins Sächsischer Heimatschutz lehnte die Gemeinde wegen größerer Kosten ab. Den Hängebodenbehälter mit 500 m³ Inhalt fertigte die Berlin-Anhaltische Maschinenbau-AG. Der sich elegant nach oben verjüngende Turmschaft wird durch eine Lisenengliederung und die Segmentbogenfenster gegliedert. Auf einer mehrfach gestaffelten Auskragung sitzt das große Behältergeschoss auf, wo sich auch drei Uhren befinden. Das äußere Erscheinungsbild wird dominiert von gelbem Ziegelmauerwerk, das nur an wenigen Stellen von Werksteinelementen unterbrochen wird. Die technischen Anlagen sind seit 2006 nicht mehr in Gebrauch, nach der Stilllegung wurde der Turm umfassend saniert. Der Turm besitzt als Zeugnis der infrastrukturellen Entwicklung eine orts- und sozialgeschichtliche Bedeutung, die erhaltenen Einrichtungen der Wasserversorgung verleihen ihm eine besondere technikgeschichtliche Relevanz und aus der Lage und Größe des Bauwerks resultiert eine ortsbildprägende Präsenz. LfD/2013/2017 | 09258752 |
| Direkt Bild zu diesem Denkmal hochladen | Mietshaus in halboffener Bebauung in Ecklage | Bielastraße 1 (Karte)                 | bezeichnet 1911 (Mietshaus) | Putzfassade, Gebäude mit Jugendstil-Ornamenten in städtebaulich markanter Lage, baugeschichtlich von Bedeutung | 09258734 |
| Direkt Bild zu diesem Denkmal hochladen | Ehemaliges Gemeindeamt sowie Weg- und Hofpflasterung | Bielastraße 22 (Karte)                | 1908–1909 (Gemeindeamt) | Putzfassade, mit Kleinwohnungen und ehemaligem Feuerwehrdepot und Geräteraum im Erdgeschoss, Pflasterung aus gelben Klinkern, neben dem Wasserturm gelegen, baugeschichtlich und ortsgeschichtlich von Bedeutung | 09303646 |
|                                         | Pförtnerwohnhaus (Burgauenstraße 10) mit Garagenanbau und Nebengebäude (Salzlagergebäude an der Lise-Meitner-Straße) | Burgauenstraße 10 (Karte)             | 1913–1915 (Pförtnerhaus) | Putzfassade, dazugehörig Kontorvilla Lise-Meitner-Straße 1, baugeschichtlich und industriegeschichtlich von Bedeutung | 09302596 |
|                                         | Mietshaus in offener Bebauung | Burghausener Straße 2 (Karte)         | um 1925 (Mietshaus) | alte Ortslage Gundorf, Putzfassade, bildet ein architektonisches Ensemble mit Gemeindeamt und Leipziger Straße 223, baugeschichtlich und ortsgeschichtlich von Bedeutung | 09258877 |
| Direkt Bild zu diesem Denkmal hochladen | Sachgesamtheit Friedhof Gundorf, mit folgenden Einzeldenkmalen: Kapelle, Grabanlagen und ehemaliges Friedhofsverwalterhaus (Obj. 09258883, gleiche Anschrift) sowie Lindenallee | Burghausener Straße 21 (Karte)        | um 1900 (Friedhof) | alte Ortslage Gundorf, Kapelle mit Putz-Klinker-Fassade, Grabanlagen aus der Zeit der Jahrhundertwende, baugeschichtlich und ortsgeschichtlich von Bedeutung | 09305362 |
|                                         | Einzeldenkmal der Sachgesamtheit Friedhof Gundorf (Obj. 09305362, gleiche Anschrift): Kapelle, Grabanlagen und ehemaliges Friedhofsverwalterhaus | Burghausener Straße 21 (Karte)        | um 1900 (Friedhofsbestandteil), um 1900 (Grabmal)                                                                                                  | alte Ortslage Gundorf, Kapelle mit Putz-Klinker-Fassade, Grabanlagen aus der Zeit der Jahrhundertwende, baugeschichtlich und ortsgeschichtlich von Bedeutung | 09258883 |
| Direkt Bild zu diesem Denkmal hochladen | Mietshaus in halboffener Bebauung | Carl-Hinné-Straße 3 (Karte)           | um 1905 (Mietshaus) | Putzfassade, sehr schöne Bodenfliesen im Flurbereich, Dokumentationswert, baugeschichtlich von Bedeutung | 09258830 |
| Direkt Bild zu diesem Denkmal hochladen | Mietshaus in halboffener Bebauung | Carl-Hinné-Straße 5 (Karte)           | um 1905 (Mietshaus) | Putzfassade, schöne Bodenfliesen und Schablonenmalerei im Treppenhaus, Dokumentationswert, baugeschichtlich von Bedeutung | 09258829 |
| Direkt Bild zu diesem Denkmal hochladen | Mietshaus in halboffener Bebauung | Carl-Hinné-Straße 7 (Karte)           | um 1905 (Mietshaus) | Putzfassade, schöne Bodenfliesen sowie Ätzglasscheiben im Treppenhaus, Dokumentationswert, baugeschichtlich von Bedeutung | 09258828 |
| Direkt Bild zu diesem Denkmal hochladen | Villa mit Einfriedung, Vorgarten und Pflasterung | Dölziger Straße 6 (Karte)             | 1911–1912 (Villa) | Putzfassade, repräsentativer Bau mit Stukkaturen im Giebel und sehr schönen Bleiglasfenstern, bauhistorischer Wert, baugeschichtlich von Bedeutung Paul Schkölziger, Rittergutspächter in Zweinaundorf, beauftragte Ernst Winter 1911 mit den Ausführungsarbeiten für ein Landhaus. Die Pläne stammten aus dem Leipziger Architekturbüro von Walter Hessling, der auch die Bauleitung innehatte. Mehrfach wurden hierbei Schriftstücke in Vertretung Hesslings durch Curt Schiemichen unterzeichnet. Am 1. März 1912 konnte die Schlussprüfung beantragt werden, ein kleines Stallgebäude für Kleinvieh, Ziege, Hühner und Schwein entstand durch den Ausführenden Alfred Müller wohl 1919. Um das Jahr 1978 sind verschiedene Werterhaltungs- und Modernisierungsmaßnahmen am Haus, in dem mittlerweile von drei Mietwohnungen zu sprechen ist, durchgeführt worden. Insbesondere die vielgestaltige Ziegellandschaft des hohen Dachs prägt den kompakten Baukörper mit Putzfassade. Elemente der Reformarchitektur und des Heimatstils mischen sich, fügen der sachlichen Architektur Dekor und Schmuckwerk im Detail bei, wozu auch die erlesene Gestaltung des Inneren beiträgt. Ehemals waren fünf Zimmer und eine Mädchenkammer unterm Dach eingerichtet, die Waschküche im Keller eingebaut und nahm das Parterre – über Flur und Diele vermittelt – Speisezimmer, Kinderzimmer, Wohnzimmer, Toilette, den Salon sowie Küche mit Speisekammer und einen gartenseitigen Austritt in Form einer kleinen Halle auf. Für das großbürgerliche Wohngebäude bestehen ein baugeschichtlicher und ortsgeschichtlicher Wert. LfD/2017 | 09258882 |
| Direkt Bild zu diesem Denkmal hochladen | Wohnhaus in offener Bebauung in Ecklage, mit Vorgarten | Dölziger Straße 19 (Karte)            | 1911–1912 (Wohnhaus) | Putzfassade, unter Beteiligung der Heimatschutzbewegung erbautes Landhaus auf Eckgrundstück, baugeschichtlich von Bedeutung | 09306570 |
| Direkt Bild zu diesem Denkmal hochladen | Wohnhaus, ehemaliges Pumpenhaus und Nebengebäude sowie Einfriedung eines Wasserwerkes | Dölziger Straße 100 (Karte)           | um 1912, Pumpenhaus (Wasserwerk) | alle Gebäude verputzt, mit Fachwerk im Dachgeschoss, ein mit vielen originalen Details überkommener Gebäudekomplex von ortsgeschichtlicher Bedeutung | 09258129 |
| Direkt Bild zu diesem Denkmal hochladen | Mietvilla mit Vorgarten und Einfriedung | Entsbergerstraße 7 (Karte)            | um 1900 (Mietvilla) | Putzfassade, gut erhaltenes Beispiel einer Mietvilla der Jahrhundertwende, baugeschichtlich von Bedeutung | 09258710 |
| Direkt Bild zu diesem Denkmal hochladen | Villa mit Vorgarten | Entsbergerstraße 11 (Karte)           | um 1900 (Villa) | Klinkersockel, darüber Putz, Krüppelwalmdach, straßenseitiger Giebel, schöne Fenstergewände mit Stuckornamenten, Eckquaderung, baugeschichtliche Bedeutung | 09258525 |
| Direkt Bild zu diesem Denkmal hochladen | Mietshaus in halboffener Bebauung mit Vorgarten | Entsbergerstraße 13 (Karte)           | um 1895 (Mietshaus) | Putzfassade, straßenbildprägender Bau (siehe Leipziger Straße 54), baugeschichtlich von Bedeutung | 09258709 |
| Direkt Bild zu diesem Denkmal hochladen | Mietvilla mit Vorgarten | Entsbergerstraße 19 (Karte)           | um 1900 (Mietvilla) | Putzfassade, rückwärtig Wintergärten, interessante Fensterbekrönungen, Wintergärten in Holzkonstruktion mit Ätzglas, baugeschichtlich von Bedeutung | 09258778 |
| Direkt Bild zu diesem Denkmal hochladen | Villa mit Vorgarten und Hofpflaster | Entsbergerstraße 22 (Karte)           | 1899–1900 (Villa) | Klinkerfassade, Anklänge an den Schweizerstil, baugeschichtlich von Bedeutung, Wertigkeit für die Ortsentwicklung, baugeschichtlich von Bedeutung Als ein Kleinod des Heimatstils erscheint das 1899/1900 hinter einem schmalen Vorgarten errichtete Landhaus des Maurermeisters und Baumeisters August Schirmer mit drei um einen Vorplatz arrangierten Wohnzimmern, Küche und Closett unten sowie vier Räumen im Stockwerk darüber, Waschküche und Bad befanden sich im Keller. Fensterrahmungen aus Zementgussstein stehen im Kontrast zu in rotem Sichtklinkermauerwerk ausgeführten Fassaden, im Giebeldreieck eines Drillingsfensters prangt eine Stuckkartusche in Neobarock. Prägend sind das weit vorgezogene Dach und der halbrund geöffnete Giebel mit Freigespärre. Angefügt über ebenfalls verfugtem Bruchstein-Ziegel-Sockel ist am westlichen Hausgiebel eine eingeschossige geschlossene Veranda, die im Obergeschoss durch einen Balkonaustritt zugänglich gemacht wurde (verändert). Am anderen Giebel führt eine doppelläufige Treppe zum Hauseingang. Rückwärtig auf dem Grundstück steht eine ab 1909 erbaute und verschiedentlich umgebaute bzw. erweiterte ehemalige Mechaniker-Werkstatt des Ingenieurs und Fabrikbesitzers Paul Ulbricht. Rechts neben dem Gebäude führt ein ziegelgepflasterter Weg zum Hauszugang und zur Werkstatt. Baulichkeiten und Grundstück sind Zeugnis der Ortserweiterung um 1900, es besteht ein baugeschichtlicher Wert. LfD/2017, 2019 | 09258777 |
| Direkt Bild zu diesem Denkmal hochladen | Mietvilla mit Vorgarten und Einfriedung | Entsbergerstraße 23 (Karte)           | 1899–1900 (Mietvilla) | Klinkerfassade, interessante Fassadengestaltung und sehr gut erhaltene Innenausstattung (z.B. Bodenfliesen), baugeschichtlich von Bedeutung Zwischen Sommer 1899 und Frühjahr 1900 entstand das prächtige, reizvolle Landhaus für den im Ort ansässigen Maurermeister August Schirmer, der wohl auch für die Ausführung der Bauarbeiten und die Leitung des Vorhabens anzusprechen ist. Nach Fertigstellung übernahm Privatmann Fritz Erbs Grundstück und Haus. Den roten Klinkerbau über Zyklopmauersockel prägen ein schräg an der Ecke gefügter Erker auf maskenverzierten Konsolen, ein Mittelrisalit sowie Sichtfachwerk im großen Zwerchhausgiebel ebenso wie der weite Überstand des Daches. Waschküche und Bad kamen im Keller unter, Parterre und Obergeschoss nahmen jeweils eine Wohnung mit Küche, drei Zimmer, Korridor, Schlafzimmer, Mädchenkammer, Abort und Veranda auf, wobei die untere Veranda über eine direkte Treppe in den Garten verfügte. Bereits 1914 werden die Austritte als verglast vermerkt. Eine wichtige Funktion für die Wirkung des Grundstücks kommen dem Vorgarten zu, ebenso der sanierten und ergänzten Einfriedung aus Klinkerpfeilern und Staket, rekonstruiert ist der reizvolle Turmaufsatz über dem Erker. Für den Landhausbau ist ein baugeschichtlicher und ein ortsentwicklungsgeschichtlicher Wert zu reklamieren. LfD/2016 | 09258779 |
| Direkt Bild zu diesem Denkmal hochladen | Wohnhaus in offener Bebauung, mit Garage | Entsbergerstraße 24 (Karte)           | 1928–1929 (Wohnhaus), 1928–1929 (Garage) | Putzfassade, gut erhaltenes Beispiel für die traditionalistische Architektur der Zeit, architektonische Details im Stil des Expressionismus, baugeschichtlich von Bedeutung Zwischen April 1928 und Februar 1929 entstand ein zweigeschossiges Kontor- und Wohngebäude für die Firma Julius Kalb & Co. Nachf. gemäß der von Architekt Otto Juhrich vorgelegten Zeichnungen und statischen Berechnungen. Zeitgleich kam ein Wagenschuppen als Nebengebäude zur Ausführung, um 1932 der Einbau einer zunächst nur für fünf Jahre genehmigten Notwohnung unterm Dach. Straßentypisch ist dem Haus ein sehr schmaler Vorgarten beigegeben, der Hauseingang mit Muschelkalksteinrahmung ist seitlich eingeordnet, als Windfang und dahinter mit deutlich sichtbarem Treppenhausanbau. Das insbesondere durch seine dreiachsige Schaufassade kompakt wirkende Haus besitzt einen Komplettverputz über Bruchsteinsockel, genutete Ecklisenen, ein Stockgesims, ein Walmdach mit zweiachsigem Dachhaus, die Fenster im Obergeschoss Klappläden. Deutlich ablesbar ist das Bemühen einer baulichen Einordnung des Neubaus in die Bebauungsstruktur in der Straße, in der lockere Bauweise überwiegt und deren architektonischer Zielpunkt die katholische Kirche ist. Teile der bauzeitlichen Ausstattung sind erhalten, auch Fenster mit farbiger Verglasung. Das Gebäude ist Bestandteil des Böhlitz-Ehrenberger Villenviertels, dokumentiert Architektur und Bauweise der späten 1920er Jahre und besitzt einen baugeschichtlichen Wert. LfD/2017, 2019 | 09258776 |
| Direkt Bild zu diesem Denkmal hochladen | Doppelwohnhaus in offener Bebauung, mit Vorgarten und Einfriedung | Entsbergerstraße 25; 27 (Karte)       | 1904 (Nummer 27), 1904–1905 (Nummer 25) | Putzfassade, seitlich geschwunger Giebel mit Kugelbekrönung, Fachwerk im Obergeschoss, wissenschaftlich-dokumentarischer Wert, baugeschichtlich von Bedeutung Vom März 1904 datiert der Antrag für die Errichtung eines Landhauses (Nummer 27) für den Kaufmann Carl Kimmeritz, der zeitgleich auch das Nachbarhaus zu erbauen gedachte. Entwürfe, statische Berechnungen sowie die Bauleitung übernahm zunächst der Architekt R. Rammner. Nach Ausreichung der Baugenehmigung und Angabe von Tekturen ist ab Herbst des Jahres der Maurer Franz Krause für Bauleitung, Ausführung und letztlich auch die Finanzierung namhaft. Im Mai 1905 erfolgte die Schlussprüfung. 1929 initiierte der Eigentümer und Betriebsleiter Edmund Fischer einen Verandaaufbau, 1938 wurden Spülaborte eingebaut. Um- und Ausbauten im Rahmen einer Gebäudesanierung fallen in die Jahre 1997 und 2007. Das pittoreske Erscheinungsbild des Geschwisterhauses mit Nummer 27 ist insbesondere den Neorenaissance-Giebeln, unterschiedlichen Fensterformaten, der prägenden Dachlandschaft sowie Sichtfachwerk im Obergeschoss geschuldet. Ein breiter Vorgarten unterstützt die straßenseitige Wirkung des freistehenden Doppelhauses, die Ausstattung ist wohl überwiegend erhalten. Für das wirkungsvolle Zwillingshaus wurde ein baugeschichtlicher und ein ortsentwicklungsgeschichtlicher Wert festgestellt. LfD/2016 Vom März 1904 datiert der Antrag für die Errichtung eines Landhauses für den Kaufmann Carl Kimmeritz, der zeitgleich auch das Nachbarhaus zu erbauen gedachte. Entwürfe, statische Berechnungen sowie die Bauleitung übernahm Architekt R. Rammner aus Leipzig-Lindenau. Mit kleinen Tekturen versehen kamen die Pläne ab Mai zur Ausführung und bis September des Jahres zur Umsetzung, die zweite Haushälfte erst 1905. Zum Jahresanfang 1997 gelangte die denkmalschutzrechtliche Genehmigung für Sanierung und Modernisierung zur Ausreichung. Das pittoreske Erscheinungsbild des Geschwisterhauses ist insbesondere den Neorenaissancegiebeln, unterschiedlichen Fensterformaten, Sichtfachwerk im Obergeschoss und der bewegten Dachlandschaft geschuldet. Ein breiter Vorgarten unterstützt die straßenseitige Wirkung des freistehenden Doppelhauses, die Ausstattung ist wohl überwiegend erhalten. Für das im Straßenzug wirkungsvolle Zwillingshaus wurde ein baugeschichtlicher und ein ortsentwicklungsgeschichtlicher Wert festgestellt, es besteht zudem eine unmittelbare Blickbeziehung zur katholischen Kirche in der Pestalozzistraße 17. LfD/2016 | 09258780 |
| Direkt Bild zu diesem Denkmal hochladen | Villa, mit Vorgarten | Entsbergerstraße 26 (Karte)           | 1898 (Villa) | Putzfassade mit Ziegelgliederung, baugeschichtlich von Bedeutung Auf einem Eckgrundstück an der heutigen Pestalozzistraße wurde für den Böhlitz-Ehrenberger Buchhalter und Kaufmann Max Prager 1898 ein Landhaus errichtet. Entwurf und Ausführung oblagen wohl dem im Ort tätigen Maurermeister Aug. Schirmer. 1979 sind Reparaturarbeiten in der Bauakte vermerkt, Sanierungsarbeiten wohl in den 1990er Jahren. Der zweiteilige Baukörper mit Putzfassade über Bruchsteinsockel zeigt Gedanken des Heimatstils und markiert den städtebaulich wichtigen Anfang der Entsbergerstraße, diese von Villen und Landhäusern mit Vorgärten geprägt. Im Giebel ehemals Freigespärre, auf dem Dach kunstvoll gestaltete Blitzableiter und Schornsteine. Windfang an der Haustür und ehemals Veranda zum Garten. LfD/2007 | 09301057 |
| Direkt Bild zu diesem Denkmal hochladen | Mietshaus in offener Bebauung, mit Vorgarten, seitlicher Einfriedung und Toranlage | Fabrikstraße 7 (Karte)                | um 1936 (Mietshaus) | Putzfassade, baugeschichtliche Bedeutung | 09299377 |
| Direkt Bild zu diesem Denkmal hochladen | Mietshaus in offener Bebauung, mit Vorgarten, seitlicher Einfriedung und Toranlage | Fabrikstraße 9 (Karte)                | um 1936 (Mietshaus) | Putzfassade mit Tonfigur, baugeschichtliche Bedeutung | 09299378 |
| Direkt Bild zu diesem Denkmal hochladen | Mietshaus (Nr. 13) mit Vorgarten, Fabrikgebäude (Nr. 13a) im Hof, ehemaliges Benzinlager und Nebengebäude (Nr. 13b) | Fabrikstraße 13; 13a; 13b (Karte)     | 1903–1904 (Mietshaus), 1909 (Nebengebäude), 1910–1911 (Benzinlager), 1907–1908 (Fabrikations- und Lagerräume)                                      | baugeschichtliche und ortsentwicklungsgeschichtliche Bedeutung | 09258868 |
| Direkt Bild zu diesem Denkmal hochladen | Fabrikantenvilla | Fabrikstraße 17a (Karte)              | um 1905 (Fabrikantenvilla) | Putzfassade, zahlreiche, gut erhaltene Bleiglasfenster, Geschichts- und Dokumentationswert, baugeschichtlich von Bedeutung | 09258890 |
| Direkt Bild zu diesem Denkmal hochladen | Verwaltungsgebäude (mit Schornstein), Laderampe (mit Vordach) und Vorgarten | Fabrikstraße 21 (Karte)               | 1940–1943 (Verwaltungsgebäude) | Putzfassade, Verwaltungsgebäude (vollunterkellert mit Heizraum und Schornstein), als Werksgelände der Firma Mädler und bauliches Dokument der unmittelbaren Kriegsjahre 1941–1943 besitzt das Gebäude einen baugeschichtlichen, architekturhistorischen Wert, zudem eine ortsgeschichtliche Bedeutung sowie Erinnerungswert Recht unscheinbar zeigt sich die einfach verputzte Fassade eines nur eingeschossigen Gebäudes, das durch einen dafür überdimensionierten, gut acht Meter hohen Klinkerschornschein über rechteckigem Grundriss auffällt. Das ehemals dem Gutsbesitzer Paul Franke gehörende Grundstück wurde durch die Berger & Wirth KG erworben und für 39.400 RM im Jahr 1940 an Edgar Moritz Mädler veräußert unter dem Vermerk, „daß das Kaufgrundstück in ganz vorzüglicher Lage des Industriegebietes liegt“. Unter Geheimhaltung erfolgte als „Sonderbauprogramm der Luftwaffe“ eine notwendige Erweiterung der namhaften Koffer- und Lederwarenfabrik Mädler, die zeitweise in Lindenau produzierte und in der Leipziger Innenstadt 1912 die berühmte Mädler-Passage hatte erbauen lassen. Die Firma unterhielt eigene Geschäfte neben Leipzig auch in Berlin, Hamburg, Görlitz, Offenbach a.M. und Plauen. Nach und nach sollte die Belegschaft von 110 Mann in die neue Fabrikanlage umsiedeln und „der alte Betrieb nach und nach stillgelegt werden“. Im Juni 1941 erfolgte die Einreichung der Baupläne, unterzeichnet von dem renommierten Architekten Emil Franz Hänsel und seines Büropartners Dr. Ingenieur Gero Schilde (auch Bauleitung), wenige Tage später begannen die Arbeiten. Die Gestattung der Ingebrauchnahme erfolgte am 18. Februar 1943. Hergestellt wurden u. a. auch Lederbezüge für Pilotensitze. Ein konzipiertes Pförtnerhäuschen kam ebenso wie eine Garage mit vier Plätzen nicht zur Ausführung, jedoch entstanden ein großer Fahrrad- und ein kleinerer Kraftwagenschuppen, ein Kistenlager und ein Traforaum. Sowohl die Mauerstärken als auch die Stahlbetonkonstruktionen im Inneren nebst einer Stahlbetondecke verweisen auf das Vorhaben einer späteren Aufstockung Verwaltungs- und Bürogebäudes, in welchem auch Lager und Sozialräume eingeordnet waren. Im Keller befand sich neben einem großen Heizungsraum auch ein Schutzraum für etwa 110 Personen eingerichtet, der generell zunächst als Garderobe und für Waschmöglichkeiten zur Verfügung stand. Für die Zeit „nach dem Kriege“ war die Aufstockung des Verwaltungsgebäudes auf bis zu drei Geschosse und seine Erweiterung – wie auch die der Fabrikhalle – vorgesehen. Die sich an den erdgeschossigen, straßenseitig gelegenen Bau anschließende Fabrikationshalle maß 30 mal 40 Meter und entstand als nicht unterkellerter Flachbau in Holzkonstruktion mit stehendem Oberlicht. Nach der Enteignung der Fa. Mädler wurde der Produktionsprozess als VEB (B) Leipziger Feinlederwarenfabrik Böhlitz-Ehrenberg bzw. VEB Vereinigte Kleinlederwarenbetriebe Böhlitz-Ehrenberg fortgesetzt, es erfolgten verschiedenste Um- und Ausbauten auf dem Werksgelände und Abbrüche nach der Stilllegung. Sanierungsarbeiten durch einen privaten Eigentümer aus Böhlitz-Ehrenberg begannen Ende 2012. Als Werksgelände der Firma Mädler und bauliches Dokument der unmittelbaren Kriegsjahre 1941–1943 besitzt das Gebäude einen baugeschichtlichen, architekturhistorischen Wert, zudem eine ortsgeschichtliche Bedeutung sowie Erinnerungswert. LfD/2013 | 09304253 |
| Direkt Bild zu diesem Denkmal hochladen | Spritzenhaus in Ecklage | Gundorfer Kirchweg (Karte)            | um 1880 (Spritzenhaus) | alte Ortslage Gundorf, Seltenheits- und Dokumentationswert, bedeutsam für Ortsgeschichte und Volksbildung | 09300289 |
|                                         | Kantorenhaus, mit Garten | Gundorfer Kirchweg 1 (Karte)          | 1. Hälfte 19. Jh. (Kantorat) | alte Ortslage Gundorf, gegenüber der Gundorfer Kirche, Geschichts- und Dokumentationswert, baugeschichtlich und ortsgeschichtlich von Bedeutung | 09300288 |
|                                         | Kirche (mit Ausstattung) sowie Kirchhof mit Einfriedung, Grabmalen und einem Denkmal für die Gefallenen des 1. Weltkrieges | Gundorfer Kirchweg 2 (Karte)          | 13. Jh. (Kirche), um 1500 (Altar), um 1500 (Altar), um 1700 (Einzelfigur), 1626 (Kanzel)                                                           | alte Ortslage Gundorf, baugeschichtlich und ortsgeschichtlich von Bedeutung | 09258875 |
| Direkt Bild zu diesem Denkmal hochladen | Pfarrhaus und Scheune eines Pfarrhofes | Gundorfer Kirchweg 4 (Karte)          | 18. Jh. (Pfarrhaus), 19. Jh. (Pfarrscheune) | alte Ortslage Gundorf, Pfarrhaus schlichte Putzfassade und Krüppelwalmdach, Obergeschoss vermutlich Fachwerk, Lehmscheune, ursprüngliche Ortskernbebauung mit baugeschichtlicher und kulturgeschichtlicher Bedeutung | 09258874 |
|                                         | Doppelwohnhaus | Gundorfer Kirchweg 6; 8 (Karte)       | 1. Hälfte 18. Jh. (Doppelwohnhaus), bezeichnet 1909 (Doppelwohnhaus)                                                                               | alte Ortslage Gundorf, Putzfassade, Bestandteil der ursprünglichen Ortsbebauung, baugeschichtlich von Bedeutung | 09258873 |
|                                         | Fabrikanlage mit Verwaltungsbau, Transformatorenhaus, Kesselhaus mit Schornstein und Produktionsgebäuden (Dreherei, Härterei, Schleiferei, ehemaliges Stahllager) und Bänke des Pausenbereiches der 1950er Jahre sowie Pflaster | Gutenbergstraße 6 (Karte)             | 1935–1936 (Schleiferei/Maschinensaal), 1938–1939 (Dreherei und Bürogebäude), 1938–1939 (Stahllager), 1938–1939 (Härterei), 1938–1939 (Schornstein) | ehemals auch Pförtnerwohnhaus und ehemaliges Kameradschaftshaus mit Kultursaalaufbau, Klinkerfassaden, eindrucksvoll erhaltener Gesamtkomplex und seltenes Zeugnis der Architektur der 1930er Jahre, baugeschichtlich und industriegeschichtlich von Bedeutung | 09302593 |
|                                         | Ehemaliges Herrenhaus | Gutshofstraße 13 (Karte)              | 1786 (Herrenhaus) | alte Ortslage Barneck, ehemaliges Vorwerk, später ein Gut, als Gutshaus von Barneck von regional- und architekturgeschichtlicher Bedeutung | 09258886 |
| Direkt Bild zu diesem Denkmal hochladen | Mietshaus in halboffener Bebauung, mit Vorgarten | Heinrich-Heine-Straße 7 (Karte)       | 1901–1903, bezeichnet 1903 (Nummer 7) | Klinkerfassade, Gründerzeitbau mit originaler Innenausstattung, bildet Doppelmietshaus mit Nummer 9, baugeschichtlich von Bedeutung | 09258867 |
| Direkt Bild zu diesem Denkmal hochladen | Wohnhaus in offener Bebauung in Ecklage | Heinrich-Heine-Straße 11 (Karte)      | 1924–1925 (Wohnhaus) | Putzfassade, architektonisch interessante Fassadengestaltung mit aufwendiger Portalzone und hervorragenden Details, im Art-déco-Stil, baugeschichtlich und kunsthistorisch von Bedeutung | 09258865 |
| Direkt Bild zu diesem Denkmal hochladen | Villa, mit Einfriedung und Vorgarten | Heinrich-Heine-Straße 15 (Karte)      | um 1908 (Villa) | Putzfassade, repräsentatives Gebäude mit qualitätvollen Jugendstilornamenten und Einfriedung mit schmiedeeisernem Tor aus der Entstehungszeit, baugeschichtlich von Bedeutung | 09258889 |
| Direkt Bild zu diesem Denkmal hochladen | Mietshaus in halboffener Bebauung in Ecklage mit Vorgarten | Heinrich-Heine-Straße 28 (Karte)      | um 1900 (Mietshaus) | Putzfassade, repräsentativer Bau in städtebaulich sehr markanter Lage, baugeschichtlich von Bedeutung | 09258854 |
| Direkt Bild zu diesem Denkmal hochladen | Villa mit Garten | Heinrich-Heine-Straße 33 (Karte)      | 1911–1912 (Villa) | Putzfassade, sehr schönes Bleiglasfenster neben der Haustür, mit bauhistorischem Wert | 09258888 |
| Direkt Bild zu diesem Denkmal hochladen | Mietshaus in geschlossener Bebauung | Heinrich-Heine-Straße 34 (Karte)      | um 1900 (Mietshaus) | Putz-Klinker-Fassade, Bestandteil des geschlossenen gründerzeitlichen Straßenzuges, baugeschichtlich von Bedeutung | 09258852 |
| Direkt Bild zu diesem Denkmal hochladen | Mietshaus in geschlossener Bebauung | Heinrich-Heine-Straße 36 (Karte)      | 1901 (Mietshaus) | Klinkerfassade, Gründerzeitbau mit schöner Haustür und Innenausstattung aus der Erbauungszeit, baugeschichtlich von Bedeutung | 09258851 |
| Direkt Bild zu diesem Denkmal hochladen | Mietshaus in geschlossener Bebauung | Heinrich-Heine-Straße 38 (Karte)      | 1901 (Mietshaus) | Putz-Klinker-Fassade, Tordurchfahrt, Tordurchfahrtstür und Innenausstattung aus der Erbauungszeit, baugeschichtlich von Bedeutung Am 17. April 1901 erhielt die Königliche Amtshauptmannschaft den Antrag zur Erbauung eines Wohnhauses und Nebengebäudes von Otto Mertens. Für die Ausführung stand Baumeister Hermann Heßner zur Verfügung. Bereits im Dezember erfolgte die Schlussprüfung. Hinter der im Parterre verputzten, in den oberen Stockwerken verklinkerten Fassade lagen jeweils zwei Wohnungen mit Vorplatz, Küche, drei Zimmern. Für den rückwärtigen Hauszugang gelangte im Erdgeschoss zudem ein Durchgang zur Einrichtung. Straßentypisch ist dem Grundstück ein Vorgarten mit Einfriedung vorgelagert. Dem im Historismus entwickelten Fassadenschema sind moderne Jugendstildekorationen aus Stuck beigefügt, so Platten mit Blüten und Laubwerk in den Spiegeln über den Fenstern der Beletage, Konsolen im Traufbereich und, etwas kleiner, Gusskonsolen unter den Sohlbänken der beiden oberen Stockwerke. Sanierung im Jahr 2000 mit gleichzeitigem hofseitigen Balkonanbau und weitgehend ursprünglicher Erhaltung der Mansardzone des Daches. Erhalten sind Details der Ausstattung. Als Zeugnis mehrgeschossigen Mietshausbaus an der Wende zum 20. Jahrhundert besitzt das Haus einen baugeschichtlichen Wert. LfD/2017, 2019 | 09258787 |
| Direkt Bild zu diesem Denkmal hochladen | Mietshaus in halboffener Bebauung in Ecklage | Heinrich-Heine-Straße 43 (Karte)      | um 1900 (Mietshaus) | Putz-Klinker-Fassade, Gründerzeitbau in städtebaulich wichtiger Lage, baugeschichtlich von Bedeutung | 09258838 |
| Direkt Bild zu diesem Denkmal hochladen | Mietshaus in geschlossener Bebauung | Heinrich-Heine-Straße 44 (Karte)      | um 1908 (Mietshaus) | Putzfassade, städtebaulicher Wert, baugeschichtlich von Bedeutung | 09299437 |
| Direkt Bild zu diesem Denkmal hochladen | Mietshaus in offener Bebauung, mit Vorgarten und Einfriedung | Heinrich-Heine-Straße 50 (Karte)      | 1935 (Mietshaus) | orts- und baugeschichtliche Bedeutung | 09299382 |
| Direkt Bild zu diesem Denkmal hochladen | Wohnhaus in offener Bebauung mit Vorgarten | Heinrich-Heine-Straße 55 (Karte)      | um 1930 (Mietshaus) | Putzfassade, baugeschichtlich von Bedeutung | 09294999 |
| Direkt Bild zu diesem Denkmal hochladen | Wandbild | Heinrich-Heine-Straße 64 (Karte)      | 1951 | Auf Putzgrund, die 3. Weltfestspiele der Jugend im Jahr 1951 thematisierend, geschichtlich von Bedeutung | 09307014 |
| Direkt Bild zu diesem Denkmal hochladen | Mietshaus in halboffener Bebauung (bauliche Einheit mit Untere Mühlenstraße 35) | Heinrich-Heine-Straße 68 (Karte)      | um 1905 (Mietshaus) | Putzfassade, Reformstil-Architektur, straßenbildprägender Bau mit gut erhaltenen Details im Inneren, baugeschichtlich von Bedeutung | 09258761 |
|                                         | Kirchgemeindehaus in offener Bebauung und frei stehender Glockenturm | Johannes-Weyrauch-Platz 2 (Karte)     | 1926–1927 (Gemeindehaus) | Putzfassade, im Innern im Art-Déco-Stil, Gebäudeanlage von kultur- und ortsgeschichtlicher Bedeutung, künstlerischer und architekturhistorischer Wert | 09258781 |
| Direkt Bild zu diesem Denkmal hochladen | Villa (Nr. 21) mit Nebengebäude (Nr. 23), Garten und Einfriedung, heute Kindergarten | Leipziger Straße 21; 23 (Karte)       | 1886 (Villa), prägender Umbau 1903 (Villa) | architektonisch sehr interessantes und repräsentatives Gebäude mit Turm über dem Eingangsbereich, Wohnort des Fabrikanten Franz Schlobach, Besitzer eines Dampfsäge- und Furnierwerkes, ortsgeschichtlich und baugeschichtlich von Bedeutung | 09258871 |
| Direkt Bild zu diesem Denkmal hochladen | Villa mit Garten, Vorgarten und Einfriedung | Leipziger Straße 35 (Karte)           | bezeichnet 1906 (Villa) | Putzfassade, interessante Fassadengestaltung durch Erker und turmähnlichen Anbau mit zahlreichen Bleiglasfenstern, baugeschichtlich von Bedeutung | 09258869 |
| Direkt Bild zu diesem Denkmal hochladen | Mietshaus in halboffener Bebauung (bauliche Einheit mit Nr. 47) | Leipziger Straße 45 (Karte)           | 1935, Doppelmietshaushälfte (Mietshaus) | Putzfassade, eines der wenigen original erhaltenen Häuser in Böhlitz-Ehrenberg aus den 1930er Jahren, Dokumentations- und Baugeschichtswert Als einer der wenigen mehrgeschossigen Wohnungsbauten der 1930er Jahre in Böhlitz-Ehrenberg entstand 1935 das Doppelmietshaus mit Gewerbeeinheit nach Entwürfen des ortsansässigen Architekten Rudolf Baraniak. Er hatte für eine Haushälfte auch die Bauherrenschaft inne, das Grundstück Nummer 45 gehörte dem Bäckermeister Otto Löffler aus Bernau bei Berlin. Die Häuser wurden als steuerbefreiter Kleinwohnungsbau anerkannt. Insgesamt entstanden in drei Geschossen elf Wohnungen und ein größerer Ladenanbau (Kassenräume), die darüber hinaus beantragten Dachgeschoßwohnungen zogen eine längere Auseinandersetzung mit den Genehmigungsbehörden nach sich. Über einem hohen Sockel aus Rochlitzer Porphyrtuff erhebt sich die Putzfassade, die insbesondere durch die Glasbänder der mit schmalen Porphyrtuffplatten gerahmten, oben rund abschließenden Treppenhäuser akzentuiert sind. Ein dem Bauhaus verpflichteter Erstentwurf wurde nicht vollständig, sondern stattdessen eine im Vergleich etwas bieder wirkende Variante umgesetzt. Das Gebäude ist einschließlich der Ausstattung weitgehend original erhalten und dokumentiert auch, dass die Hauptstraße weiter mit mehrgeschossigen Wohn- und Geschäftshäusern ausgebaut werden sollte. LfD/2006 | 09300711 |
| Direkt Bild zu diesem Denkmal hochladen | Mietshaus in halboffener Bebauung (bauliche Einheit mit Nr. 45), mit Ladenanbau | Leipziger Straße 47 (Karte)           | 1935, Doppelmietshaushälfte (Mietshaus) | Putzfassade, eines der wenigen original erhaltenen Häuser in Böhlitz-Ehrenberg aus den 1930er Jahren, Baugeschichts- und Dokumentationswert Als einer der wenigen mehrgeschossigen Wohnungsbauten der 1930er Jahre in Böhlitz-Ehrenberg entstand 1935 das Doppelmietshaus mit Gewerbeeinheit nach Entwürfen des ortsansässigen Architekten Rudolf Baraniak. Er hatte für eine Haushälfte auch die Bauherrenschaft inne, das Grundstück Nummer 45 gehörte dem Bäckermeister Otto Löffler aus Bernau bei Berlin. Die Häuser wurden als steuerbefreiter Kleinwohnungsbau anerkannt. Insgesamt entstanden in drei Geschossen elf Wohnungen und ein größerer Ladenanbau (Kassenräume), die darüber hinaus beantragten Dachgeschoßwohnungen zogen eine längere Auseinandersetzung mit den Genehmigungsbehörden nach sich. Über einem hohen Sockel aus Rochlitzer Porphyrtuff erhebt sich die Putzfassade, die insbesondere durch die Glasbänder der mit schmalen Porphyrtuffplatten gerahmten, oben rund abschließenden Treppenhäuser akzentuiert sind. Ein dem Bauhaus verpflichteter Erstentwurf wurde nicht vollständig, sondern stattdessen eine im Vergleich etwas bieder wirkende Variante umgesetzt. Das Gebäude ist einschließlich der Ausstattung weitgehend original erhalten und dokumentiert auch, dass die Hauptstraße weiter mit mehrgeschossigen Wohn- und Geschäftshäusern ausgebaut werden sollte. LfD/2006 | 09300712 |
| Direkt Bild zu diesem Denkmal hochladen | Ehemaliges Postgebäude | Leipziger Straße 54 (Karte)           | bezeichnet 1906 (Post) | heute Wohn- und Geschäftshaus in halboffener Bebauung und Ecklage, Putzfassade, ortsbildprägendes Gebäude von historischer Bedeutung, Erinnerungswert, bau und ortsgeschichtlich von Bedeutung | 09258708 |
| Direkt Bild zu diesem Denkmal hochladen | Mietshaus in halboffener Bebauung | Leipziger Straße 58 (Karte)           | um 1908 (Mietshaus) | Putzfassade, Mansarddach, gut erhaltene Details aus der Erbauungszeit im Treppenhaus, baugeschichtlich von Bedeutung | 09258712 |
| Direkt Bild zu diesem Denkmal hochladen | Mietshaus in geschlossener Bebauung | Leipziger Straße 60 (Karte)           | um 1908 (Mietshaus) | Putzfassade, Läden im Erdgeschoss, gut erhaltene Innenausstattung, Fassade mit interessanten Jugendstilornamenten geschmückt, baugeschichtlich von Bedeutung | 09258713 |
| Direkt Bild zu diesem Denkmal hochladen | Mietshaus in halboffener Bebauung in Ecklage | Leipziger Straße 65 (Karte)           | um 1890 (Mietshaus) | mit Eckladen, Putz-Klinker-Fassade, in städtebaulich markanter Lage, baugeschichtlich von Bedeutung | 09258716 |
| Direkt Bild zu diesem Denkmal hochladen | Mietshaus in halboffener Bebauung | Leipziger Straße 67 (Karte)           | um 1900 (Mietshaus) | mit Hausdurchgang, mit Laden, Putz-Klinker-Fassade, interessante Fensterbekrönungen, baugeschichtlich von Bedeutung | 09258731 |
| Direkt Bild zu diesem Denkmal hochladen | Mietshaus in geschlossener Bebauung | Leipziger Straße 69 (Karte)           | bezeichnet 1898 (Mietshaus) | Putzfassade, Fassade durch Reliefs gegliedert, Ausstattung des Treppenhauses aus der Erbauungszeit, baugeschichtlich von Bedeutung | 09258732 |
| Direkt Bild zu diesem Denkmal hochladen | Mietshaus in geschlossener Bebauung | Leipziger Straße 70 (Karte)           | um 1890 (Mietshaus) | Klinkerfassade, mit Hausdurchgang und Laden, Teil des geschlossenen gründerzeitlichen Straßenzuges, baugeschichtlich von Bedeutung | 09258714 |
| Direkt Bild zu diesem Denkmal hochladen | Mietshaus in geschlossener Bebauung | Leipziger Straße 71 (Karte)           | um 1898 (Mietshaus) | mit Hausdurchgang und Laden, Putzfassade, Bestandteil des geschlossenen gründerzeitlichen Straßenzuges, baugeschichtlich von Bedeutung | 09258733 |
| Direkt Bild zu diesem Denkmal hochladen | Mietshaus in geschlossener Bebauung | Leipziger Straße 72 (Karte)           | um 1890 (Mietshaus) | Putz-Klinker-Fassade, mit Laden, reich verzierte, originale Haustür mit schmiedeeisernen Gittern, baugeschichtlich von Bedeutung | 09258715 |
| Direkt Bild zu diesem Denkmal hochladen | Mietshaus in geschlossener Bebauung in Ecklage | Leipziger Straße 72b (Karte)          | um 1890 (Mietshaus) | Putz-Klinker-Fassade, mit Hausdurchgang und Eckladen, interessante Fassadengliederung durch rote Klinker und dezente Putzdekoration, baugeschichtlich von Bedeutung | 09258700 |
| Direkt Bild zu diesem Denkmal hochladen | Wohnhaus mit Nebengebäude | Leipziger Straße 78 (Karte)           | 1881 (Wohnhaus) | alte Ortslage Ehrenberg, Putzfassade, Bestandteil der ursprünglichen dörflichen Bebauung, baugeschichtlich von Bedeutung | 09258820 |
| Direkt Bild zu diesem Denkmal hochladen | Denkmal für die Opfer des Faschismus | Leipziger Straße 81 (Karte)           | 1960 (Gedenktafel) | ehemals im Bielagarten an der Bielastraße in Ecklage Heinrich-Heine-Straße aufgestellt, gewidmet sieben sowjetischen und einem polnischen Zwangsarbeiter, die auf dem Friedhof Burghausener Straße 21 beerdigt sind (Steintafel mit Inschrift und den Buchstaben FIR, das ist »Fédération Internationale des Résistants« = antifaschistische Dachorganisation, zentrale internationale Vereinigung für alle Verfolgten des Naziregimes), Geschichts- und Erinnerungswert | 08967680 |
| Direkt Bild zu diesem Denkmal hochladen | Mietshaus in halboffener Bebauung | Leipziger Straße 82 (Karte)           | um 1898 (Mietshaus) | Klinkerfassade, Tordurchfahrt, repräsentativer Gründerzeitbau mit schönen Fensterbekrönungen, baugeschichtlich von Bedeutung | 09258821 |
|                                         | Mietshaus in halboffener Bebauung in Ecklage | Leipziger Straße 88 (Karte)           | bezeichnet 1907 (Mietshaus) | Putzfassade, mit Läden, straßenbildprägender Bau gegenüber der Großen Eiche, baugeschichtlich von Bedeutung | 09257236 |
| Direkt Bild zu diesem Denkmal hochladen | Mietshaus in halboffener Bebauung | Leipziger Straße 90 (Karte)           | um 1900 (Mietshaus) | mit Tordurchfahrt, Klinkerfassade, Deckenbemalung im Bereich der Tordurchfahrt, baugeschichtlich von Bedeutung | 09258827 |
| Direkt Bild zu diesem Denkmal hochladen | Mietshaus in geschlossener Bebauung und Werkstattgebäude im Hof | Leipziger Straße 92 (Karte)           | um 1900 (Mietshaus) | mit Tordurchfahrt, Klinkerfassade, Gründerzeitbau mit interessanter Fassadengestaltung, baugeschichtlich von Bedeutung | 09258826 |
| Direkt Bild zu diesem Denkmal hochladen | Mietshaus in halboffener Bebauung | Leipziger Straße 94 (Karte)           | um 1900 (Mietshaus) | mit Tordurchfahrt, Klinkerfassade, Gründerzeitbau mit Haustüren und Tor aus der Erbauungszeit, baugeschichtlich von Bedeutung | 09258825 |
| Direkt Bild zu diesem Denkmal hochladen | Mietshaus in geschlossener Bebauung | Leipziger Straße 95 (Karte)           | um 1900 (Mietshaus) | mit Tordurchfahrt und mit Laden, Putzfassade, qualitätsvolle Fensterbekrönungen im Obergeschoss, baugeschichtlich von Bedeutung | 09258823 |
| Direkt Bild zu diesem Denkmal hochladen | Mietshaus in offener Bebauung | Leipziger Straße 102 (Karte)          | um 1900 (Mietshaus) | mit Hausdurchgang, ehemals mit sehr aufwändig gestalteter Haustür, historisierende Klinkerfassade, Innenausstattung aus der Erbauungszeit, baugeschichtlich von Bedeutung | 09258824 |
| Direkt Bild zu diesem Denkmal hochladen | Mietshaus in halboffener Bebauung mit Vorgarten | Leipziger Straße 111 (Karte)          | bezeichnet 1921 (Mietshaus) | Putzfassade, Bestandteil der von der Fa. Schlobach errichteten Werkswohnungen, baugeschichtlich von Bedeutung | 09258388 |
| Direkt Bild zu diesem Denkmal hochladen | Sachgesamtheit Schloss Gundorf, mit folgenden Einzeldenkmalen: Schloss, Seitengebäude, Toranlage an der Leipziger Straße, Gutspark und Baumpaar vor dem Schloss (Obj. 09258870, gleiche Anschrift) | Leipziger Straße 206 (Karte)          | um 1720 (Schloss) | alte Ortslage Gundorf, repräsentatives Herrenhaus mit Mansarddach und seitlichem Turm, Seltenheits- und Geschichtswert | 09303339 |
|                                         | Einzeldenkmale der Sachgesamtheit Schloss Gundorf (Obj. 09303339, gleiche Anschrift): Schloss, Seitengebäude, Toranlage an der Leipziger Straße, Gutspark und Baumpaar vor dem Schloss | Leipziger Straße 206 (Karte)          | um 1720 (Schloss), um 1720 (angenommene Gartengestaltung)                                                                                          | alte Ortslage Gundorf, repräsentatives Herrenhaus mit Mansarddach und seitlichem Turm, Seltenheits- und Geschichtswert, bau- und ortsgeschichtlich von Bedeutung | 09258870 |
| Direkt Bild zu diesem Denkmal hochladen | Ehemalige Schule und Einfriedung mit Toranlage | Leipziger Straße 210 (Karte)          | bezeichnet 1887 (Schule) | alte Ortslage Gundorf, einfacher Schulbau mit Putzfassade, im Reformstil überformt, baugeschichtlich, ortshistorisch und sozialgeschichtlich von Bedeutung, Erinnerungswert | 09306342 |
|                                         | Transformatorenturm | Leipziger Straße 220 (bei) (Karte)    | um 1910 (Transformatorenstation) | alte Ortslage Gundorf, mit Putzfassade und Pyramidendach, Geschichtszeugnis, Technisches Denkmal, technik- und ortsgeschichtlich von Bedeutung | 09300286 |
|                                         | Wohnhaus in Ecklage (ehemaliges Gemeindeamt), mit Vorgarten | Leipziger Straße 221 (Karte)          | um 1925 (Gemeindehaus) | alte Ortslage Gundorf, Putzfassade, altes Gemeindeamt von Gundorf, Gebäude von sozialhistorischer Bedeutung in städtebaulich markanter Lage, baugeschichtlich und ortsgeschichtlich von Bedeutung | 09258876 |
| Direkt Bild zu diesem Denkmal hochladen | Mietshaus in offener Bebauung | Leipziger Straße 223 (Karte)          | um 1925 (Mietshaus) | alte Ortslage Gundorf, Putzfassade, Gebäude im Zusammenhang mit Gemeindeamt und Burghausener Straße 2 zu sehen, weist originale Haustür, Fenster und Fensterläden auf, baugeschichtlich von Bedeutung | 09258878 |
| Direkt Bild zu diesem Denkmal hochladen | Mietshaus in offener Bebauung | Leipziger Straße 228 (Karte)          | um 1930 (Mietshaus) | Putzfassade, Gebäude mit interessanten expressionistischen Details am Giebel, baugeschichtlich von Bedeutung | 09258879 |
| Direkt Bild zu diesem Denkmal hochladen | Platzanlage | Lessingplatz (Karte)                  | um 1915 (Stadt- und Siedlungsgrün) | Grünanlage zwischen Heinrich-Heine-Straße und Südstraße, gartenhistorische und ortsentwicklungsgeschichtliche Bedeutung | 09264999 |
| Direkt Bild zu diesem Denkmal hochladen | Pförtnerwohnhaus (Burgauenstraße 10) mit Garagenanbau und Nebengebäude (Salzlagergebäude an der Lise-Meitner-Straße) | Lise-Meitner-Straße (Karte)           | 1913–1915 (Pförtnerhaus) | Putzfassade, dazugehörig Kontorvilla Lise-Meitner-Straße 1, baugeschichtlich und industriegeschichtlich von Bedeutung | 09302596 |
| Direkt Bild zu diesem Denkmal hochladen | Fabrikantenvilla, mit Einfriedung und Vorgarten | Lise-Meitner-Straße 1 (Karte)         | 1913–1915 (Fabrikantenvilla) | Putzfassade, Wohnhaus mit Kontor, komplette wandfeste Ausstattung in der ersten Etage, siehe auch Burgauenstraße 10, bau- und ortsgeschichtlich von Bedeutung | 09302594 |
| Weitere Bilder                          | Fabrikgebäude | Ludwig-Hupfeld-Straße 16 (Karte)      | 1906–1910 (Fabrik) | ehemaliges Stammhaus der Ludwig Hupfeld Aktiengesellschaft, Hersteller von Klavierspiel-Instrumenten (insbesondere »Phonola«-Flügel und -Pianos, das sind pneumatische Klavierspiel-Apparate), älteste und größte Fabrik selbstspielender Pianos und Orchestrions, sehr markante Industriearchitektur mit künstlerischem und architekturhistorischem Wert, überregionaler Geschichts- und Erinnerungswert, bau- und technikgeschichtlich von Bedeutung | 09258841 |
| Direkt Bild zu diesem Denkmal hochladen | Forsthaus | Lützschenaer Straße 100a (Karte)      | um 1850 (Forsthaus) | Putzfassade im Erdgeschoss, Vertäfelung im Obergeschoss, Satteldach, ortsgeschichtlicher von Bedeutung, Seltenheitswert | 09259026 |
| Direkt Bild zu diesem Denkmal hochladen | Hofanlage mit Wohnhaus mit Gedenktafel, weiteres Wohnhaus (ehemals Stallgebäude), Scheune, ehemaliges Hühnerfarmgebäude mit Anbau, Pflaster des Hofes, Toreinfahrt, Allee des Zufahrtsweges und zwei Pfeiler der Toreinfahrt, Pavillon mit Pflasterung des Zugangsweges und ehemaliger Obst- und Gemüsegarten, kleines Wärterhäuschen der ehemaligen Legehallen 4 und 5, Wärterhaus und Stallgebäude | Lützschenaer Straße 200 (Karte)       | 1919–1921 (Bauernhaus), 1920 (Gedenktafel), 1913/1919 (Obst- und Gemüsegarten), 1913/1919 (Weg zum Pavillon), 1919–1921 (Hofpflaster)              | Hauptgebäude ein Wohnhaus und ehemaliges Stallgebäude von 1919–1921 mit Gedenktafel (1920), weiteres Wohnhaus ehemals Stallgebäude von 1917–1918 (mit Umbau 1919), Scheune (ehemals Wagenschuppen und Scheune, von 1920–1921), ehemaliges Hühnerfarmgebäude (von 1921–1922) mit Anbau (1924–1925), kleines Wärterhäuschen von 1928, stattliche Hofanlage, baugeschichtlich von Bedeutung, Seltenheitswert | 09258922 |
| Direkt Bild zu diesem Denkmal hochladen | Mietshaus in halboffener Bebauung mit Vorgarten | Moltkestraße 41 (Karte)               | um 1900 (Mietshaus) | Putzfassade, zusammen mit Haus-Nummer 43 sehr repräsentatives Erscheinungsbild, baugeschichtlich von Bedeutung | 09258858 |
| Direkt Bild zu diesem Denkmal hochladen | Mietshaus in halboffener Bebauung mit Vorgarten | Moltkestraße 43 (Karte)               | um 1900 (Mietshaus) | Putzfassade, schöne Fensterbekrönungen mit Fenstern und Jalousienkästen aus der Erbauungszeit, baugeschichtlich von Bedeutung | 09258859 |
| Direkt Bild zu diesem Denkmal hochladen | Wohnhaus | Mühlenplatz 2 (Karte)                 | 18. Jh. (Wohnhaus) | alte Ortslage Gundorf, Putzfassade, Krüppelwalmdach, in Nähe des Gutes, Bedeutung für Ortsgeschichte und Volksbildung, baugeschichtlich von Bedeutung | 09258872 |
| Direkt Bild zu diesem Denkmal hochladen | Wohnhaus | Mühlenplatz 4 (Karte)                 | 18. Jh. (Wohnhaus) | alte Ortslage Gundorf, Putzfassade, Krüppelwalmdach, vermutlich ehemaliges Tagelöhnerhaus in unmittelbarer Nähe zum Gut, sozialgeschichtlich von Bedeutung | 09258866 |
| Direkt Bild zu diesem Denkmal hochladen | Mietshaus in halboffener Bebauung, mit Vorgarten, Gartenhaus und Einfriedung | Nikischstraße 6 (Karte)               | 1912 (Mietshaus) | Putzfassade, straßenbildprägender Bau der Reformstilzeit mit Fachwerkkonstruktion im Obergeschoss, baugeschichtlich und ortsentwicklungsgeschichtlich bedeutsam Als Geldgeber, Ausführender und Bauleiter in einer Person für den dreigeschossigen Mietwohnungsbau fungierte Zimmermeister Friedrich Franz Pfeiffer, der wohl Regierungsbaumeister Lubowski mit dem Zeichnen der Pläne beauftragte. Das 1912 in der damaligen Carolastraße errichtete Gebäude mit Waschküche im Keller und zwei Wohnungen in allen Stockwerken mit zwei Stuben, Korridor, Küche und einer Kammer. Toiletten waren noch auf der halben Treppe vorgesehen, für den linken Wohnungsstrang die Anordnung von Balkonen. Vom Heimatstil geprägte Putzfassade mit einem breiten, durch Sichtfachwerk prägnant verzierten Mittelrisalit, Treppenhaus und Wohnungstüren sind original erhalten, ebenso Deckenmalerei in der rechten Erdgeschosswohnung des Baumeisters Pfeiffer. Der ausgeführte Bau unterscheidet sich in Details von den zunächst beantragten Plänen. In hinterer Grundstückslage in den Jahren 1920/1921 Errichtung eines kleinen Stallgebäudes mit Geräteschuppen durch den Vorgenannten. Dem Haus sind ein baugeschichtlicher und ein ortsteilentwicklungsgeschichtlicher, als Wohnort des Baumeisters Pfeiffer zudem ein personengeschichtlicher Wert beizumessen. LfD/2012, 2016 | 09258857 |
| Direkt Bild zu diesem Denkmal hochladen | Mietshaus in halboffener Bebauung in Ecklage mit Vorgarten | Nikischstraße 8 (Karte)               | um 1910 (Mietshaus) | Putzfassade, repräsentatives Gebäude mit schön dekoriertem Eingangsbereich und originaler Haustür, baugeschichtlich von Bedeutung | 09258856 |
|                                         | Kath. Pfarrkirche | Pestalozzistraße 17 (Karte)           | 1953–1954 (Kirche) | schlichte Putzfassade, Architekt: Andreas Marquart, Gebäude von kulturhistorischer, architektur- und ortsgeschichtlicher Bedeutung | 09258887 |
| Direkt Bild zu diesem Denkmal hochladen | Mietshaus in offener Bebauung in Ecklage, mit Vorgarten und Einfriedung | Pestalozzistraße 18 (Karte)           | 1911–1913 (Mietshaus) | Putzfassade, repräsentatives Gebäude in städtebaulich markanter Lage, baugeschichtlich von Bedeutung | 09258768 |
| Direkt Bild zu diesem Denkmal hochladen | Doppelmietshaus in offener Bebauung, mit Vorgarten und Einfriedung bei Nr. 22 | Pestalozzistraße 20; 22 (Karte)       | 1909–1910 (Doppelmietshaus), 1910 (Einfriedung) | Putzfassade, ansprechende Fassadengestaltung und qualitätvolle Ausstattung des Treppenhauses, baugeschichtlich von Bedeutung | 09258767 |
|                                         | Mietshaus in offener Bebauung in Ecklage, mit Vorgarten | Pestalozzistraße 21 (Karte)           | um 1890 (Mietshaus) | Putz-Klinker-Fassade, repräsentativer Gründerzeitbau in städtebaulich markanter Lage, baugeschichtlich von Bedeutung | 09258771 |
| Direkt Bild zu diesem Denkmal hochladen | Mietshaus in offener Bebauung | Pestalozzistraße 24 (Karte)           | 1912–1913 (Mietshaus) | Putzfassade, repräsentative Fassade mit großem Erker und Mansardgiebel, Stuck im Eingangsbereich, baugeschichtlich von Bedeutung | 09258766 |
| Direkt Bild zu diesem Denkmal hochladen | Doppelmietshaus in offener Bebauung, mit Vorgarten | Pestalozzistraße 25; 27 (Karte)       | 1905–1907 (Doppelmietshaus) | Putzfassade, straßenbildprägender Bau mit Fachwerkkonstruktion im 2. Obergeschoss, baugeschichtlich von Bedeutung | 09258770 |
| Direkt Bild zu diesem Denkmal hochladen | Mietshaus in halboffener Bebauung in Ecklage | Pestalozzistraße 26 (Karte)           | um 1910 (Mietshaus) | mit Eckladen, Putzfassade, straßenbildprägender Bau mit Erker und kleinem Turmaufsatz in städtebaulich markanter Lage, baugeschichtlich von Bedeutung | 09258730 |
| Direkt Bild zu diesem Denkmal hochladen | Mietshaus in halboffener Bebauung in Ecklage | Pestalozzistraße 28 (Karte)           | um 1900 (Mietshaus) | mit Laden, Putz-Klinker-Fassade, straßenbildprägender Bau in markanter Ecklage, baugeschichtlich von Bedeutung | 09258724 |
| Direkt Bild zu diesem Denkmal hochladen | Mietshaus in offener Bebauung | Pestalozzistraße 30 (Karte)           | um 1905 (Mietshaus) | Putzfassade, straßenbildprägender Bau mit schönen Bleiglasfenstern, baugeschichtlich von Bedeutung | 09258737 |
| Direkt Bild zu diesem Denkmal hochladen | Mietshaus in halboffener Bebauung in Ecklage | Pestalozzistraße 31 (Karte)           | bezeichnet 1903 (Mietshaus) | Putz-Klinker-Fassade, Gründerzeitbau mit Jalousienkästen und Innenausstattung aus der Erbauungszeit, baugeschichtlich von Bedeutung | 09258756 |
| Direkt Bild zu diesem Denkmal hochladen | Mietshaus in offener Bebauung in Ecklage | Pestalozzistraße 32 (Karte)           | um 1905 (Mietshaus) | Putzfassade, stattlicher Bau mit interessanter Fenstergestaltung in städtebaulich markanter Lage, baugeschichtlich von Bedeutung | 09258736 |
| Direkt Bild zu diesem Denkmal hochladen | Doppelmietshaus in offener Bebauung in Ecklage | Pestalozzistraße 33; 35 (Karte)       | um 1925 (Doppelmietshaus) | Putzfassade, Eingang durch Vorbau und Bleiglasfenster hervorgehoben, baugeschichtlich von Bedeutung | 09258738 |
|                                         | Schule | Pestalozzistraße 39; 41 (Karte)       | 1906 (Schule) | Klinkerfassade, repräsentativer Bau von sozialhistorischer Bedeutung und ortsgeschichtlichem Wert | 09258740 |
| Direkt Bild zu diesem Denkmal hochladen | Mietshaus in halboffener Bebauung | Pestalozzistraße 43 (Karte)           | um 1900 (Mietshaus) | Putz-Klinker-Fassade, Gründerzeitbau mit zahlreichen Details aus der Erbauungszeit, baugeschichtlich von Bedeutung | 09258742 |
| Direkt Bild zu diesem Denkmal hochladen | Mietshaus in halboffener Bebauung in Ecklage, mit Vorgarten | Pestalozzistraße 49 (Karte)           | um 1900 (Mietshaus) | Putz-Klinker-Fassade, Eckladen, straßenbildprägender Bau in markanter Lage mit schönen Details im Inneren, baugeschichtlich von Bedeutung | 09258743 |
| Direkt Bild zu diesem Denkmal hochladen | Mietshaus in halboffener Bebauung in Ecklage mit Vorgarten | Pestalozzistraße 54 (Karte)           | um 1905 (Mietshaus) | Eckladen, interessante Fassadengestaltung und städtebaulich wichtige Lage, Putzfassade, baugeschichtlich von Bedeutung | 09258745 |
| Direkt Bild zu diesem Denkmal hochladen | Mietshaus in halboffener Bebauung | Pflaumestraße 7 (Karte)               | bezeichnet 1900 (Mietshaus) | Putz-Klinker-Fassade, straßenbildprägender Bau mit schönen barockierierenden Reliefs im Giebel, baugeschichtlich von Bedeutung | 09258773 |
| Direkt Bild zu diesem Denkmal hochladen | Mietshaus in halboffener Bebauung | Pflaumestraße 9 (Karte)               | um 1900 (Mietshaus) | Putz-Klinker-Fassade, Gründerzeitbau mit schönen Fensterbekrönungen, baugeschichtlich von Bedeutung | 09258774 |
| Direkt Bild zu diesem Denkmal hochladen | Doppelmietshaus in offener Bebauung | Pflaumestraße 10; 12 (Karte)          | bezeichnet 1902 (Doppelmietshaus) | Putzfassade, ansprechende Fassadengestaltung durch Seitenrisalite mit großen Bogenfenstern und geschwungenen Giebeln, baugeschichtlich von Bedeutung | 09258772 |
| Direkt Bild zu diesem Denkmal hochladen | Mietshaus in offener Bebauung in Ecklage, mit Vorgarten und Einfriedung | Pflaumestraße 11 (Karte)              | 1908–1911, bezeichnet 1910 (Mietshaus) | Putzfassade, interessante Jugendstilornamente im Erkerbereich, im Treppenhaus sehr schönes bleiverglastes Fenster aus der Erbauungszeit, baugeschichtlich von Bedeutung | 09258775 |
| Direkt Bild zu diesem Denkmal hochladen | Mietshaus in halboffener Bebauung, mit Vorgarten und Einfriedung | Pflaumestraße 17 (Karte)              | um 1911 (Mietshaus) | Putzfassade, straßenbildprägendes Gebäude, baugeschichtlich von Bedeutung | 09258784 |
| Direkt Bild zu diesem Denkmal hochladen | Wohnhaus in offener Bebauung und Waschhausbau im Garten | Pflaumestraße 18 (Karte)              | 1897 (Wohnhaus), 1898 (Waschhaus im Garten) | Ziegelfassade, mit Veranda zum Garten, baugeschichtlich von Bedeutung Die Ausführung des im Januar 1897 eingereichten Bauantrages für ein „Landhaus“ des Ehepaares Friedrich Oswald Klemm und Marie Wilhelmine geb. Drosse erfolgte bis Oktober des gleichen Jahres. Verantwortlich war der ortsansässige Maurermeister August Schirmer. Ein 1913 beabsichtigter Um- und Erweiterungsbau durch den Bauunternehmer Hermann Berg verzögerte sich und sollte dann „erst nach dem Kriege zur Ausführung kommen“. Der rote Ziegelbau mit Gliederungselementen in gelbem Klinker ist in Form und Gestaltung einzigartig in Böhlitz-Ehrenberg. Das Haus, etwas anders ausgeführt als in den eingereichten Plänen gezeichnet (u. a. Flachbögen statt gerader Fensterstürze), besitzt ein malerisches Erscheinungsbild. Neben der Haustreppe je Etage nur drei Räume, die originale Ausstattung weitgehend erhalten. LfD/2006 | 09300293 |
| Direkt Bild zu diesem Denkmal hochladen | Mietshaus in halboffener Bebauung, mit Einfriedung und Vorgarten | Pflaumestraße 19 (Karte)              | bezeichnet 1911 (Mietshaus) | Putzfassade, ein den Straßenzug charakterisierendes Gebäude mit Boden- und Wandfliesen im Treppenhaus aus der Erbauungszeit, baugeschichtlich von Bedeutung | 09258785 |
| Direkt Bild zu diesem Denkmal hochladen | Doppelmietshaus in offener Bebauung, mit Vorgarten und Einfriedung | Pflaumestraße 24; 26 (Karte)          | um 1900 (Doppelmietshaus) | Klinkerfassade, stattliches Erscheinungsbild mit aufwendig gestalteten Fensterbekrönungen, baugeschichtlich von Bedeutung | 09258842 |
| Direkt Bild zu diesem Denkmal hochladen | Mietshaus in halboffener Bebauung (bauliche Einheit mit Nr. 27), mit Vorgarten | Pflaumestraße 25 (Karte)              | um 1910 (Mietshaus) | Putzfassade, vorspringendes Gebäudeteil mit Fachwerkkonstruktion im Obergeschoss, baugeschichtlich von Bedeutung | 09258845 |
| Direkt Bild zu diesem Denkmal hochladen | Mietshaus in halboffener Bebauung (bauliche Einheit mit Nr. 25), mit Vorgarten | Pflaumestraße 27 (Karte)              | um 1910 (Mietshaus) | Putzfassade, interessante Fassadengestaltung, sehr schöne Haustür und Ausstattung im Treppenhaus aus der Erbauungszeit, baugeschichtlich von Bedeutung | 09258846 |
| Direkt Bild zu diesem Denkmal hochladen | Mietshaus in halboffener Bebauung (bauliche Einheit mit Nr. 30), mit Vorgarten und Einfriedung | Pflaumestraße 28 (Karte)              | 1900 (Mietshaus) | Putzfassade, ein das Straßenbild prägendes Gebäude, baugeschichtlich von Bedeutung | 09258843 |
| Direkt Bild zu diesem Denkmal hochladen | Mietshaus in halboffener Bebauung (bauliche Einheit mit Nr. 28), mit Vorgarten und Einfriedung | Pflaumestraße 30 (Karte)              | um 1900 (Mietshaus) | Putzfassade, ein das Straßenbild prägendes Gebäude, baugeschichtlich von Bedeutung | 09258844 |
| Direkt Bild zu diesem Denkmal hochladen | Mietshaus in halboffener Bebauung in Ecklage | Pflaumestraße 33 (Karte)              | um 1900 (Mietshaus) | Putz-Klinker-Fassade, straßenbildprägender Bau in städtebaulich wichtiger Lage, baugeschichtlich von Bedeutung | 09258850 |
| Direkt Bild zu diesem Denkmal hochladen | Mietshaus in offener Bebauung, mit Vorgarten | Pflaumestraße 36 (Karte)              | um 1900 (Mietshaus) | Putzfassade, straßenbildprägender Bau mit Innenausstattung aus der Erbauungszeit, baugeschichtlich von Bedeutung | 09258847 |
| Direkt Bild zu diesem Denkmal hochladen | Mietshaus in halboffener Bebauung (bauliche Einheit mit Nr. 40), mit Vorgarten | Pflaumestraße 38 (Karte)              | um 1900 (Mietshaus) | Putz-Klinker-Fassade, straßenbildprägender Bau mit Innenausstattung aus der Erbauungszeit, baugeschichtlich von Bedeutung | 09258848 |
| Direkt Bild zu diesem Denkmal hochladen | Mietshaus in halboffener Bebauung (bauliche Einheit mit Nr. 38), mit Vorgarten | Pflaumestraße 40 (Karte)              | um 1900 (Mietshaus) | Putz-Klinker-Fassade, straßenbildprägendes Gebäude mit Innenausstattung aus der Erbauungszeit, baugeschichtlich von Bedeutung | 09258849 |
| Direkt Bild zu diesem Denkmal hochladen | Mietshaus in halboffener Bebauung in Ecklage | Pflaumestraße 42 (Karte)              | um 1900 (Mietshaus) | Putz-Klinker-Fassade, repräsentativer Bau mit seitlicher Kugelbekrönung in städtebaulich markanter Lage, baugeschichtlich von Bedeutung | 09258786 |
| Direkt Bild zu diesem Denkmal hochladen | Villa, mit Einfriedung | Stefan-Zweig-Straße 1 (Karte)         | um 1900 (Villa) | Putzfassade, Einfriedung aus schmiedeeisernen Gittern, sehr repräsentatives Gebäude mit qualitätsvollen architektonischen Details, baugeschichtlich von Bedeutung | 09258783 |
| Direkt Bild zu diesem Denkmal hochladen | Villa mit Vorgarten | Stefan-Zweig-Straße 3 (Karte)         | um 1900 (Villa) | Putzfassade, im Obergeschoss Fachwerk, repräsentativ gestaltetes Gebäude, baugeschichtlich von Bedeutung | 09258782 |
| Direkt Bild zu diesem Denkmal hochladen | Mietshaus in offener Bebauung mit Vorgarten | Stefan-Zweig-Straße 16 (Karte)        | bezeichnet 1914 (Mietshaus) | Putzfassade, Eingangsbereich mit schönen Reliefs gerahmt, baugeschichtlich von Bedeutung | 09258855 |
| Direkt Bild zu diesem Denkmal hochladen | Mietshaus in halboffener Bebauung mit Vorgarten und Einfahrtpfeilern | Südstraße 5 (Karte)                   | um 1890 (Mietshaus) | Klinkerfassade, sehr aufwendige Fensterumrahmungen im Stil des Neobarock, baugeschichtlich von Bedeutung | 09258703 |
| Direkt Bild zu diesem Denkmal hochladen | Mietshaus in geschlossener Bebauung und Vorgarten | Südstraße 7 (Karte)                   | um 1890 (Mietshaus) | mit Tordurchfahrt, Putz-Klinker-Fassade, Bestandteil der geschlossenen Zeilenbebauung des späten 19. Jahrhunderts, baugeschichtlich von Bedeutung | 09258702 |
| Direkt Bild zu diesem Denkmal hochladen | Mietshaus in geschlossener Bebauung und Vorgarten | Südstraße 9 (Karte)                   | um 1890 (Mietshaus) | mit Tordurchfahrt, Putz-Klinker-Fassade, Teil der geschlossenen Zeilenbebauung des späten 19. Jahrhunderts, baugeschichtlich von Bedeutung | 09258701 |
| Direkt Bild zu diesem Denkmal hochladen | Ehemalige Schule, heute Gemeindeamt, mit Nebengebäude im Hof | Südstraße 10 (Karte)                  | bezeichnet 1877 (Gemeindeamt) | alte Ortslage Ehrenberg, Putzfassade, Satteldach, sozialhistorische Bedeutung, Wert für die Volksbildung, bau- und ortsgeschichtlich von Bedeutung | 09258698 |
| Direkt Bild zu diesem Denkmal hochladen | Mietshaus in geschlossener Bebauung und Vorgarten | Südstraße 11 (Karte)                  | um 1890 (Mietshaus) | mit Laden, Putz-Klinker-Fassade, Teil der geschlossenen Zeilenbebauung des späten 19. Jahrhunderts, baugeschichtlich von Bedeutung | 09258699 |
| Direkt Bild zu diesem Denkmal hochladen | Mietshaus in geschlossener Bebauung und Vorgarten | Südstraße 13 (Karte)                  | um 1890 (Mietshaus) | mit Tordurchfahrt, Putz-Klinker-Fassade, Teil der geschlossenen Zeilenbebauung des späten 19. Jahrhunderts mit reich verzierten Fensterbekrönungen, baugeschichtlich von Bedeutung | 09258717 |
| Direkt Bild zu diesem Denkmal hochladen | Mietshaus in geschlossener Bebauung | Südstraße 15 (Karte)                  | um 1890 (Mietshaus) | mit Tordurchfahrt, Putz-Klinker-Fassade, Ladeneinbau, Teil der geschlossenen Zeilenbebauung des späten 19. Jahrhunderts mit Innenausstattung aus der Erbauungszeit, baugeschichtlich von Bedeutung | 09258718 |
| Direkt Bild zu diesem Denkmal hochladen | Mietshaus in geschlossener Bebauung | Südstraße 20 (Karte)                  | um 1910 (Mietshaus) | ehemals mit Laden, Putzfassade, dominiert das Straßenbild durch großen Mansardgiebel, baugeschichtlich von Bedeutung | 09258719 |
| Direkt Bild zu diesem Denkmal hochladen | Mietshaus in geschlossener Bebauung | Südstraße 22 (Karte)                  | um 1900 (Mietshaus) | mit Tordurchfahrt, Putzfassade, Bestandteil des geschlossenen Straßenzuges mit schönen dekorativen Details im Treppenhaus, baugeschichtlich von Bedeutung | 09258720 |
| Direkt Bild zu diesem Denkmal hochladen | Mietshaus in geschlossener Bebauung | Südstraße 26 (Karte)                  | um 1900 (Mietshaus) | mit Tordurchfahrt, Putzfassade, Ladeneinbau, stuckierte Wände im Bereich der Tordurchfahrt, im Treppenhaus schöne Details (zum Beispiel Wandmalereien) aus der Erbauungszeit, baugeschichtlich von Bedeutung | 09258721 |
| Direkt Bild zu diesem Denkmal hochladen | Mietshaus in geschlossener Bebauung | Südstraße 28 (Karte)                  | um 1900 (Mietshaus) | mit Tordurchfahrt, Bestandteil der geschlossenen Zeilenbebauung der Jahrhundertwende um 1900, Putz-Klinker-Fassade, bauhistorischer Wert, baugeschichtlich von Bedeutung | 09258722 |
| Direkt Bild zu diesem Denkmal hochladen | Mietshaus in geschlossener Bebauung | Südstraße 30 (Karte)                  | um 1900 (Mietshaus) | Putzfassade, sehr dekorative Fassadengestaltung aus Jugendstilornamenten mit schöner Haustür, baugeschichtlich von Bedeutung | 09258723 |
| Direkt Bild zu diesem Denkmal hochladen | Mietshaus in geschlossener Bebauung | Südstraße 31 (Karte)                  | um 1910 (Mietshaus) | mit Hausdurchgang, Putzfassade, Laden, straßenbildprägendes Gebäude, baugeschichtlich von Bedeutung | 09258729 |
| Direkt Bild zu diesem Denkmal hochladen | Mietshaus in geschlossener Bebauung und Vorgarten | Südstraße 32 (Karte)                  | um 1900 (Mietshaus) | mit Tordurchfahrt, Putz-Klinker-Fassade, Teil der geschlossenen Zeilenbebauung der Jahrhundertwende um 1900, bauhistorischer Wert, baugeschichtlich von Bedeutung | 09258755 |
| Direkt Bild zu diesem Denkmal hochladen | Mietshaus in geschlossener Bebauung | Südstraße 33 (Karte)                  | um 1900 (Mietshaus) | Putz-Klinker-Fassade, mit Tordurchfahrt, gutes Beispiel für Architektur der Gründerzeit mit schönen Bleiglasfenstern im Treppenhaus, baugeschichtlich von Bedeutung | 09258757 |
| Direkt Bild zu diesem Denkmal hochladen | Mietshaus in geschlossener Bebauung | Südstraße 34 (Karte)                  | um 1900 (Mietshaus) | Putz-Klinker-Fassade, mit Tordurchfahrt, Bestandteil der geschlossenen Zeilenbebauung der Jahrhundertwende mit originalen Details im Inneren, baugeschichtlich von Bedeutung | 09258754 |
| Direkt Bild zu diesem Denkmal hochladen | Mietshaus in geschlossener Bebauung | Südstraße 35 (Karte)                  | um 1900 (Mietshaus) | Putz-Klinker-Fassade, mit Tordurchfahrt, straßenbildprägendes Gebäude, baugeschichtlich von Bedeutung | 09258758 |
| Direkt Bild zu diesem Denkmal hochladen | Mietshaus in geschlossener Bebauung | Südstraße 36 (Karte)                  | um 1900 (Mietshaus) | Putz-Klinker-Fassade, mit Tordurchfahrt, Bestandteil der geschlossenen gründerzeitlichen Bebauung, baugeschichtlich von Bedeutung | 09258753 |
| Direkt Bild zu diesem Denkmal hochladen | Mietshaus in geschlossener Bebauung | Südstraße 37 (Karte)                  | um 1900 (Mietshaus) | Putz-Klinker-Fassade, mit Tordurchfahrt, straßenbildprägendes Gebäude mit Innenausstattung aus der Erbauungszeit, baugeschichtlich von Bedeutung | 09258759 |
| Direkt Bild zu diesem Denkmal hochladen | Mietshaus in halboffener Bebauung mit Vorgarten | Südstraße 46 (Karte)                  | um 1900 (Mietshaus) | Putz-Klinker-Fassade, bildet gemeinsam mit Heinrich-Heine-Straße 53 ein das Straßenbild prägendes Ensemble, baugeschichtlich von Bedeutung | 09258839 |
| Direkt Bild zu diesem Denkmal hochladen | Mietshaus in geschlossener Bebauung mit Vorgarten | Südstraße 50 (Karte)                  | um 1905 (Mietshaus) | Putz-Klinker-Fassade, mit Tordurchfahrt, interessant gestaltete Fassade mit schöner Jugendstiltür, baugeschichtlich von Bedeutung | 09258836 |
| Direkt Bild zu diesem Denkmal hochladen | Verwaltungsgebäude mit angebauter Fabrikhalle und Erweiterungsbau sowie ehemalige Schmiede | Südstraße 53 (Karte)                  | 1908 (Verwaltung) | Putz-Klinker-Fassade, repräsentatives Erscheinungsbild, bau-, industrie- und ortsgeschichtlich von Bedeutung | 09258891 |
| Direkt Bild zu diesem Denkmal hochladen | Mietshaus in halboffener Bebauung mit Vorgarten und Einfriedung | Südstraße 56 (Karte)                  | bezeichnet 1906 (Mietshaus) | Putzfassade, sehr repräsentatives villenähnliches Gebäude mit seitlichem Turm und schöner Putzdekoration, baugeschichtlich von Bedeutung | 09258831 |
| Direkt Bild zu diesem Denkmal hochladen | Sammlung von Architekturteilen | Südstraße 56a (Karte)                 | 17.-20. Jh. (Ausstattung) | Architekturteile aus Leipziger Gebäuden, die infolge Kriegsbeschädigung abgetragen oder später abgebrochen wurden, unter anderem Teile von Portalen, Plastiken, Fenster, Türen, Treppenanlagen sowie Schmiedearbeiten, Stuckdekor (beispielsweise aus: Markt 2, Klostergasse 14, Hainstraße 8) | 09260901 |
| Direkt Bild zu diesem Denkmal hochladen | Mietshaus in halboffener Bebauung | Südstraße 58 (Karte)                  | um 1905 (Mietshaus) | Putzfassade, straßenbildprägendes Gebäude, baugeschichtlich von Bedeutung | 09258832 |
| Direkt Bild zu diesem Denkmal hochladen | Mietshaus in geschlossener Bebauung | Südstraße 60 (Karte)                  | um 1905 (Mietshaus) | Putzfassade, im Inneren gut erhaltene Details aus der Erbauungszeit, wie zum Beispiel Bleiglasfenster, baugeschichtlich von Bedeutung | 09258833 |
| Direkt Bild zu diesem Denkmal hochladen | Mietshaus in halboffener Bebauung | Südstraße 62 (Karte)                  | um 1905 (Mietshaus) | Putzfassade, straßenbildprägendes Gebäude, baugeschichtlich von Bedeutung | 09258834 |
| Direkt Bild zu diesem Denkmal hochladen | Wohnhaus in offener Bebauung, mit Nebengebäude und Garten | Untere Mühlenstraße 4 (Karte)         | 1886 (Wohnhaus) | alte Ortslage Böhlitz, Putzfassade, Bestandteil der ursprünglichen Ortskernbebauung, Vorgängerbau um 1740, baugeschichtlich von Bedeutung | 09258822 |
| Direkt Bild zu diesem Denkmal hochladen | Mietshaus in Ecklage | Untere Mühlenstraße 10 (Karte)        | 1910 (Mietshaus) | Putzfassade, sehr aufwendige Fassadengestaltung in städtebaulich markanter Lage, baugeschichtlich von Bedeutung | 09258751 |
| Direkt Bild zu diesem Denkmal hochladen | Mietshaus in geschlossener Bebauung | Untere Mühlenstraße 14 (Karte)        | um 1910 (Mietshaus) | Putzfassade, Gebäude besitzt noch sehr viele Bestandteile aus der Erbauungszeit, wie beispielsweise Innenausstattung mit stuckierter Decke und Deckenbemalung im Flur, baugeschichtlich von Bedeutung | 09258750 |
| Direkt Bild zu diesem Denkmal hochladen | Mietshaus in geschlossener Bebauung | Untere Mühlenstraße 17 (Karte)        | um 1895 (Mietshaus) | mit Tordurchfahrt, Putzfassade mit Stuckgliederung, baugeschichtlich von Bedeutung | 09300290 |
| Direkt Bild zu diesem Denkmal hochladen | Mietshaus in geschlossener Bebauung | Untere Mühlenstraße 19 (Karte)        | um 1900 (Mietshaus) | historisierende Putzfassade, mit Tordurchfahrt und mit Laden, in geschlossenem gründerzeitlichem Straßenzug, baugeschichtlich von Bedeutung | 09258747 |
| Direkt Bild zu diesem Denkmal hochladen | Doppelmietshaus in halboffener Bebauung | Untere Mühlenstraße 22; 24 (Karte)    | um 1895 (Doppelmietshaus) | mit Tordurchfahrt, Putz-Klinker-Fassade, aufwendige Stukkaturen mit Vasenbekrönung an den Gebäudeecken, Nummer 22 ist mit Bleiglasfenstern ausgestattet, baugeschichtlich von Bedeutung | 09258749 |
| Direkt Bild zu diesem Denkmal hochladen | Mietshaus in geschlossener Bebauung mit altem Werbeschriftzug | Untere Mühlenstraße 24b (Karte)       | um 1910 (Mietshaus) | Putzfassade, interessante Deckengemälde und andere Details im Innenbereich, baugeschichtlich von Bedeutung | 09258746 |
| Direkt Bild zu diesem Denkmal hochladen | Mietshaus in halboffener Bebauung in Ecklage mit Vorgarten | Untere Mühlenstraße 26 (Karte)        | 1904–1905 (Mietshaus) | Eckladen, Putz-Klinker-Fassade, straßenbildprägender Bau in städtebaulich markanter Lage, baugeschichtlich von Bedeutung Den Entwurf für das dreigeschossige „Eckwohngebäude nebst Waschhaus“ lieferte der Lindenauer Architekt Hermann Knaus, Bauherr und zugleich Ausführender war der Maurermeister August Schirmer. Für die Erbauungsjahre 1904–1905 erscheint die Klinker-Putz-Fassade recht traditionell – die Einflüsse des Jugendstils fehlen fast gänzlich. Charakteristika sind die verbrochene Ecke und flache Risalite, der geplante Eckerker wurde nicht ausgeführt. Teile der einfachen Ausstattung sind erhalten. Im Eckladen war über einen längeren Zeitraum ein Produktengeschäft untergebracht, je Etage drei Wohnungen. Städtebaulich interessant der Dreiklang mit den gegenüber liegenden Häusern Pestalozzistraße 54 und 49. Sanierung 2006. LfD/2006 | 09258744 |
| Direkt Bild zu diesem Denkmal hochladen | Mietshaus in halboffener Bebauung mit Vorgarten | Untere Mühlenstraße 27 (Karte)        | um 1900 (Mietshaus) | Putz-Klinker-Fassade, schöne Bodenfliesen und Wohnungstüren mit Ätzglas im Innenbereich, baugeschichtlich von Bedeutung | 09258765 |
| Direkt Bild zu diesem Denkmal hochladen | Doppelmietshaus in offener Bebauung, mit Vorgarten | Untere Mühlenstraße 32; 34 (Karte)    | um 1900 (Doppelmietshaus) | Putz-Klinker-Fassade, Gründerzeitbau mit interessanten Fensterbekrönungen, baugeschichtlich von Bedeutung | 09258764 |
| Direkt Bild zu diesem Denkmal hochladen | Mietshaus (mit Gaststätte) in halboffener Bebauung und in Ecklage (bauliche Einheit mit Heinrich-Heine-Straße 68), mit Vorgarten | Untere Mühlenstraße 35 (Karte)        | um 1910 (Mietshaus) | Putzfassade, Reformstil-Architektur, straßenbildprägender Bau in städtebaulich wichtiger Lage, im Erdgeschoss Gaststätte, baugeschichtlich von Bedeutung | 09258762 |
| Direkt Bild zu diesem Denkmal hochladen | Doppelwohnhaus in offener Bebauung, mit Vorgarten | York-Diebitsch-Straße 4; 6 (Karte)    | 1912–1913 (Doppelwohnhaus) | Putzfassade, gutes Beispiel für Architektur im Heimatstil mit vielen Details aus der Erbauungszeit, baugeschichtlich von Bedeutung | 09258880 |
| Direkt Bild zu diesem Denkmal hochladen | Wohnhaus in offener Bebauung und in Ecklage, mit Garten | York-Diebitsch-Straße 17 (Karte)      | 1937–1938 (Wohnhaus) | zeittypisches Zweifamilienhaus, ortsgeschichtlich und baugeschichtlich von Bedeutung, als Wohn- und Arbeitsstätte des bedeutenden Komponisten Johannes Weyrauch (1897–1977) ist das Gebäude personengeschichtlich bedeutsam Das Zweifamilienwohnhaus auf einem Grundstück in Ecklage Gundolaweg war von 1938 bis 1972 Wohnhaus des Kantors Johannes Weyrauch, der am Leipziger Konservatorium studiert hatte und als einer der bekanntesten deutschen Komponisten des 20. Jahrhunderts gilt. Eine besondere Zuwendung erfuhren Volks- und Chorlied neben zahlreichen Kompositionen für Orgel, auch entstand eine österliche Passionsmusik. Weyrauch war Kirchenmusikkantor an der Heilandskirche Plagwitz und der Leipziger Lutherkirche am Johannapark. 1946 wurde er an die Hochschule für Musik in Leipzig als Dozent berufen und erhielt 1953 eine Professur für Theorie und Tonsatz. Mit dem Wohngebäude auf winkligem Grundriss in der Gundorfer Siedlung ist sein Wohnhaus als authentischer Ort einer bekannten Persönlichkeit der Musikgeschichte erhalten geblieben. Die Bauakte nennt Marie Henriette Luise verehelichte Weyrauch als Bauunternehmerin 1937/1938 und Arthur Blockwitz aus Leipzig-Schleußig als bauleitenden Architekten. „Da als Bauprogramm einschossiges Wohnhaus mit ausgebautem Dach ländlichen Charakters verlangt war, wurde Giebelstellung mit Satteldach vorgesehen, um die Dachflächen nicht zu stark zerreißen zu müssen ... Die Außenflächen werden mit Kellenputz versehen und abgefärbt. Das Dach wird mit Biberschwänzen gedeckt.“ Das Baugeschäft Albin Zehmisch, Inhaber Baumeister Paul Zehmisch, übernahm die Ausführung im Jahr 1938, im Zeitfenster 2010/2012 wurde das Haus saniert und dabei geringfügig in seinem Erscheinungsbild verändert. Personengeschichtlich, orts- und baugeschichtlich von Bedeutung. LfD/2013 | 09304656 |
| Direkt Bild zu diesem Denkmal hochladen | Villa mit Garten | York-Diebitsch-Straße 28 (Karte)      | 1923–1924 (Villa) | Putzfassade, hervorstechendes Bauzeugnis der Villenkolonie Gundorf, Geschichtswert, baugeschichtlich von Bedeutung Für den Lindenauer Fabrikbesitzer Friedrich Hörig (Marmeladen, Konserven- und Kunsthonig-Fabrik) entwarf Bauanwalt Richard Wagner aus Leipzig ein zweigeschossiges Wohnhaus, welches nach Typ und Lage mehr als Landhaus zu bezeichnen ist. Der Architekt erhielt auf der IFA Leipzig 1913 eine Silberne Medaille und entwarf 1927 das Connewitzer Kirchgemeindehaus. Spätere Besitzer des Grundstücks waren Kaufmann Paul Ranke (Glashütten-Vertretungen) und Kaufmann Rudolf Martschink. Bauantrag 10. August 1923, Schlussprüfung am 19. April 1924, danach Genehmigungsantrag für die Einfriedung und Fertigstellung eines Vorbaues über dem Treppenaufgang (1925). Das Bauvorhaben war auch durch das Staatliche Kanal-Bauamt Leipzig (Elster-Saale-Kanal) hinsichtlich einer möglichen Behinderung des Wasserstraßenvorhabens zu prüfen. Über rotbraunem Klinkersockel liegen zwei verputzte Wohngeschosse, links befindet sich ein Anbau mit Garage auf Kellerebene, Küchenbalkon und Wintergarten im Erd- sowie einer Terrasse im Obergeschoss. Ein hohes ziegelgedecktes Mansarddach wirkt besonders durch die relativ weit in die Grundstückstiefe verlegte Bauflucht. Gliederung der Fassade durch jeweils zweiflüglige hölzerne Fensterläden und sparsame Art-Déco-Verzierung. Detailzeichnungen der Einfriedung mit Kunststeinpfeilern ermöglichen eine wünschenswerte Rekonstruktion. Ehemals im Erdgeschoss Speise- und Herrenzimmer nebst Garderobe, Windfang, Diele und WC, im Obergeschoss die eigentlichen Wohnräume. Die Ausstattung ist teilweise erhalten. LfD/2006 | 09300287 |
| Direkt Bild zu diesem Denkmal hochladen | Wohnhaus in offener Bebauung mit Garten | Zum Forstgut 9 (Karte)                | 1934–1935 (Wohnhaus) | Geschichts- und Dokumentationswert, Bestandteil der Heimbau-Siedlung Böhlitz-Ehrenberg, bedeutendes Architekturzeugnis privaten Wohnungsbaus, Putzfassade, Wohnhaus des Architekten Curt Schiemichen, baugeschichtlich von Bedeutung Das eingeschossige Einfamilienwohnhaus entstand im Auftrag der Leipziger Heimbau GmbH in den Jahren 1934 und 1935 nach Entwurf und unter der Bauleitung des Architekten Curt Schiemichen. Die Bauausführung lag in den Händen des Göhrener Bauunternehmers Walter Reiher. Am 30. Juli wurde eine Garage bedingungsweise genehmigt, zwischen 1939 und 1943 erfolgte die Vergrößerung von Wohn- und Speisezimmer. Für den Verputz des aus Wabensteinen errichteten Hauses wurde ein 'rauer, naturfarbiger Zementmörtelputz' ausgewählt. Über rechteckigem Grundriss entstand ein sachlicher, dem Geschmack der Zeit verhafteter Bau. Französische Fenster und eine dreigeteilte Tür auf der Rückfront ermöglichten neben einer guten Belichtung der Räume auch den reizvollen Übergang in den Garten, vermittelt durch eine größere Terrasse. Ein hohes Walmdach und Klappläden an den Fenstern erinnern an Gestaltungsideen der Gartenstadtbewegung. Zur Ausstattung gehörten u. a. eine zentrale Warmwasserheizung und eine Hauskläranlage. Nach Fertigstellung bezog Curt Schiemichen das Haus selbst (ehemals Gottschedstraße 44). LfD, 2005 | 09299747 |